# FC Barcelona
Futbol Club Barcelona (wym. [fubˈbɔl ˈklub bəɾsəˈlonə]) – kataloński wielosekcyjny   zawodowy klub sportowy z Barcelony (Hiszpania), istniejący od 29 listopada 1899 roku, czyli momentu założenia męskiej drużyny piłki nożnej przez grupę Szwajcarów, Anglików, Katalończyków i Niemców. Z czasem stał się katalońską instytucją o dużym znaczeniu społecznym. Jego motto to Més que un club (pol. Więcej niż klub).
Męska drużyna piłkarska Barçy zdobyła m.in.: 5 razy Ligę Mistrzów, 28 razy LaLigę, 32 razy Puchar Króla, 3 razy Klubowe Mistrzostwo Świata, 4 razy Puchar Zdobywców Pucharów, 5 razy Superpuchar Europy i 15 razy Superpuchar Hiszpanii.
FC Barcelona jest własnością 143 086 socis i posiada miliony kibiców na całym świecie, z których część zrzeszona jest w ok. 1270 oficjalnych penyes (fanklubach). Klub posiada m.in. następującą infrastrukturę: stadiony piłkarskie Camp Nou i Estadi Johan Cruyff, kompleks treningowy Ciutat Esportiva Joan Gamper, szkółkę piłkarską La Masia oraz halę sportową Palau Blaugrana. Poza sekcją piłkarską Barça prowadzi również profesjonalne sekcje koszykówki, piłki ręcznej, futsalu i hokeju na rolkach. Blaugrana posiada także drugą drużynę piłki nożnej, zespoły młodzieżowe i sekcje amatorskie.
FC Barcelona została wybrana najlepszym klubem piłkarskim świata w latach 2001–2010 i 2011–2020 przez Międzynarodową Federację Historyków i Statystyków Futbolu (IFFHS).

## Historia

### 1899: Powstanie klubu

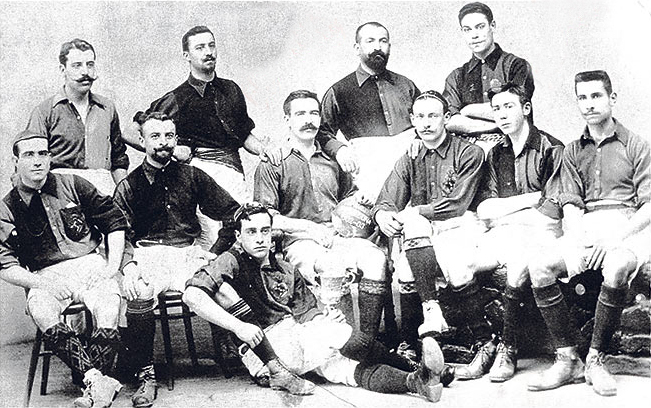
Skład FC Barcelony z 1903 r.

Urodzony w Szwajcarii Hans Gamper, który przybył do Barcelony w 1898 roku z powodów zawodowych, w październiku 1899 r. umieścił ogłoszenie w magazynie Los Deportes, aby znaleźć graczy zainteresowanych utworzeniem drużyny piłkarskiej. 29 listopada 1899 roku Gamper i jedenastu innych mężczyzn (Otto Kunzle i Walter Wild ze Szwajcarii, John Parsons i William Parsons z Anglii, Otto Maier z Niemiec, oraz Lluís d’Ossó, Bartomeu Terradas, Enric Ducal, Pere Cabot, Carles Pujol i Josep Llobet z Katalonii) zebrali się w Gimnasio Solé, aby utworzyć stowarzyszenie, które będzie nosić nazwę i herb miasta: Futbol Club Barcelona.
Pierwszym prezesem klubu został Wild, skarbnikiem mianowano Terradasa, a d’Ossó powierzono funkcję sekretarza technicznego. Wybrano również barwy strojów – początkowo połowa koszulki była niebieska, a druga bordowa, rękawy w przeciwnych kolorach, a spodenki białe. Najbardziej prawdopodobna teoria dotycząca pochodzenia barw mówi, że pochodzą one z zestawu noszonego przez drużynę rugby w angielskiej szkole Merchant Taylors’, w której w młodości uczyli się bracia Witty, dwaj z pierwszych członków FC Barcelony.

### 1899–1912
Dziesięć dni po założeniu klubu, 8 grudnia 1899 r. o godzinie 15:00, na pierwszym boisku FC Barcelony, Velodromo de la Bonanova, rozegrano pierwszy mecz. Rywalem Barçy byli Anglicy, którzy wygrali to spotkanie 1:0, a bramka padła w pierwszej połowie spotkania. Grano w dziesięcioosobowych składach. Następnego dnia w istniejącym do dziś katalońskim dzienniku „La Vanguardia” sporządzono notatkę z tego spotkania.
Swoje pierwsze zwycięstwo w historii drużyna odniosła 25 grudnia, wygrywając 3:1 w towarzyskim meczu z lokalnym zespołem Catala FC. Kilka miesięcy później zdecydowano, iż drużyna zasługuje na własne boisko, którego nie będzie musiała dzielić z inną drużyną. Zarząd wydzierżawił obiekt w pobliżu hotelu Casanovas.
Pierwsze derby Katalonii rozegrano 23 grudnia 1900 r., przeciwko studenckiej drużynie Sociedad Española de Futbol. W składzie Barcelony nie było obcokrajowców, a spotkanie zakończyło się bezbramkowym remisem.
W 1901 r. drużyna wzięła udział w turnieju o puchar ufundowany przez Alfonso Macaya. Zajęła w nim drugie miejsce, jednak już w następnej edycji zatriumfowała, strzelając we wszystkich ośmiu meczach sześćdziesiąt bramek, tracąc przy tym dwie.
13 maja 1902 r. Barça rozegrała swój pierwszy mecz poza Katalonią, a rywalem był nowo powstały Madrid FC (obecnie znany jako Real Madryt), który przegrał z Blaugraną 1:3. Było to spotkanie półfinałowe o Puchar Króla Hiszpanii, które to rozgrywki zainicjował Alfons XIII. W finale katalońska drużyna przegrała z Vizcayą 1:2.
Dwa lata później, 1 maja 1904 r., drużyna po raz pierwszy wyjechała z kraju, do Francji, gdzie w Tuluzie, na obiekcie Stade Olympique, pokonała miejscowy zespół Stade O.E.T. 3:2.
W 1905 r. FC Barcelona triumfowała w Pucharze Katalonii, wygrywając w jego finale z Espanyolem 3:2. Jednak wygrana ta nie uchroniła klubu przed kryzysem – malała liczba socis, w rezultacie w 1908 r. pozostało ich tylko 38. Wszystko wskazywało na to, że klub się rozpadnie. W tej sytuacji Joan Gamper zrezygnował z funkcji kapitana drużyny, kończąc sportową karierę i wszedł w skład zarządu jako prezes, który był przez pięć kadencji. Efekty jego pracy można było dostrzec już w następnym roku, kiedy to drużyna przeniosła się na wykupiony na własność stadion Camp del carrer Indústria, gdzie od 14 marca 1909 r. zaczęto rozgrywać mecze.
W sezonie 1909/10 Barcelona wywalczyła mistrzostwo Katalonii oraz Puchar Króla Hiszpanii – w jego finale drużyna wygrała 3:2 z Españolem Madrid. To spowodowało, że do klubu sami zaczęli zgłaszać się kandydaci na socis i już w następnym sezonie (1910/11) ich liczba wzrosła do 367. Zespół ponownie został mistrzem Katalonii oraz zdobył Puchar Pirenejów. W sezonie 1911/12 przeciwko zarządowi zbuntowali się piłkarze, domagając się zapłaty za swoją grę dla klubu.

### 1912–1930
14 sierpnia 1912 r. w klubie pojawił się Paulino Alcántara. W chwili przyjścia do klubu miał niewiele ponad 15 lat. Zadebiutował w wygranym 8:2 spotkaniu w Sabadell z miejscową drużyną CE Sabadell FC. W pierwszym oficjalnym meczu strzelił hat tricka, a jego drużyna pokonała 9:0 Català SC w rozgrywkach o Puchar Katalonii. Jego rekord (357 bramek w 357 meczach) został do dziś pobity tylko przez Messiego.
Rok później klub zdobył trzeci w historii Puchar Króla Hiszpanii, pokonując w finale Real Sociedad 3:2, a w następnym roku doznał trzech porażek w meczach z angielską drużyną, Notts County (0:2, 0:4, 3:10).
W 1916 r. Real Madryt po raz pierwszy rozegrał mecz w Katalonii, który przegrał 0:3. Jednym z zawodników drużyny ze stolicy Hiszpanii był wówczas Santiago Bernabéu.
17 lipca 1917 r., gdy pierwszym oficjalnym trenerem piłkarzy został Jack Greenwell, FC Barcelona wygrała z CE Europa 3:1.
W 1922 r. wybudowano nowy stadion – Camp de Les Corts. Otwarcie obiektu uczczono rozegraniem meczu ze szkockim klubem St. Mirren, w który drużyna Barcelony zwyciężyła 2:1. W tym samym roku klub zdobył kolejny Puchar Króla Hiszpanii, pokonując w finale Real Unión Irún 5:1 (gole Torralby, Samitiera, Gracii, Alcántary (2)). W 25-lecie istnienia klub liczył już 12 207 członków.
W 1923 r., w atmosferze wzrastającego napięcia na arenie politycznej, zwalczające separatystyczny ruch kataloński władze hiszpańskie zmusiły szefów klubu do podania listy jego członków, wprowadziły też zakaz używania języka katalońskiego i wywieszania na stadionie katalońskich flag. Dwanaście miesięcy później nowo otwarty stadion klubowy został zamknięty na pół roku, po tym jak spalono hiszpańską flagę, a hymn hiszpański wykonywany przez angielską orkiestrę został zagłuszony gwizdami kibiców, którzy zrewanżowali się funkcjonariuszom policji bijących fanów przed stadionem. Joan Gamper został oskarżony o dowodzenie spiskiem, w związku z czym musiał opuścić Hiszpanię i wyjechał do swojego rodzinnego kraju – Szwajcarii. Po powrocie nie brał już aktywnego udziału w życiu klubu.
Podczas prezesury Arcadiego Balaguera, klub sięgnął dwukrotnie po Puchar Króla Hiszpanii – w sezonach 1925/26 (2:0 z Arenas de Guecho) i 1927/28 (3:2 po dogrywce z Atlético Madryt), trzykrotnie triumfował w Campionat de Catalunya (który zastąpił Puchar Macaya) w sezonach 1925/26, 1926/1927 i 1927/1928 oraz wygrał pierwszą edycję hiszpańskich rozgrywek ligowych, które zostały zainaugurowane 10 lutego 1929 r. FC Barcelona wygrała zarówno mecz w pierwszej kolejce rozgrywek 12 lutego 1929 r. przeciwko Real Racing Club na wyjeździe (2:0), jak i ostatni – u siebie 4:1 z Real Union Club Irun 23 czerwca 1929 r. Dzięki temu zwycięstwu Barcelona zepchnęła rywala ze stolicy, Real Madryt, na drugą pozycję w tabeli. Kataloński klub strzelił w pierwszym sezonie ligowym 37 bramek, a stracił dwie. Arcadi Balaguer, po zrezygnowaniu ze stanowiska, został odznaczony medalem za zasługi.

### 1933–1942

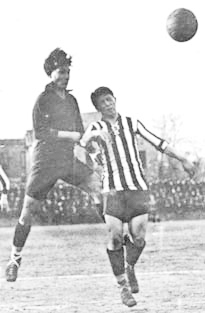
Jeden z meczów na Camp del carrer Indústria

Josep Samitier przeszedł do Realu Madryt, gdzie z Zamorą pomógł klubowi ze stolicy w zdobyciu tytułu mistrza kraju. W 1935 r. Samitier, który wykorzystał słabe strony Barcelony, poprowadził swój obecny klub do jednej z najwyższych wygranych z odwiecznym rywalem, 8:2.
W 1936 r. wybuchła wojna domowa. W czasie działań ucierpiał również kataloński klub. Liczba socis uległa zmniejszeniu – z 7719 do 2500. Miesiąc po rozpoczęciu walk, Josep Sunyol, ówczesny prezes klubu, został wezwany na posiedzenie federacji piłkarskiej do Madrytu. Po wyjeździe jego samochód został zatrzymany w Sierra de Guadarrama przez patrol wojsk frankistowskich, a sam Sunyol zastrzelony. Natomiast Angel Arocha, piłkarz, który strzelił 214 bramek dla Katalończyków w 207 meczach, został siłą wcielony do armii w Aragonii. Szesnastu graczy zespołu wyjechało do Ameryki, aby rozegrać mecze w Meksyku i w Stanach Zjednoczonych, co miało poprawić kiepską sytuację klubu; tylko czterech z nich wróciło do Hiszpanii.
Francuska sekretarka klubu, Rossend Calvet i Mata wyjechała do Francji, aby w paryskim banku ulokować $12 900. Fundusz ten był podporą klubowych władz. 16 marca 1938 r. na budynek siedziby klubu spadła bomba niszcząc pomieszczenie z trofeami oraz kasę klubu. Jednak FC Barcelona nie przestała istnieć, ponieważ dozorca odnalazł kasetkę, w której znajdowało się 2500 peset. Klub zdobył tylko mistrzostwo Katalonii, bo rozgrywki ligowe były zawieszone na czas wojny, która skończyła się w 1939 r. porażką republikanów.
W 1940 r., na osobisty rozkaz Francisco Franco, zmieniono nazwę z angielsko brzmiącej „Football Club Barcelona” na hiszpańską nazwę – „Club del Futbol Barcelona:, a także herb (redukując z czterech do dwóch czerwone pasy na senyerze; powrót nastąpił w 1949 r., na pięćdziesięciolecie klubu). Do dawnej nazwy powrócono w 1974 r., zaś pozwolenie na wywieszanie katalońskich flag na obiekcie nastąpiło po śmierci dyktatora w 1975 r.

### 1942–1957
W 1942 r. klub przeżył jeden z najdziwniejszych okresów w historii ligi hiszpańskiej – drużyna, która gdyby nie wygrała meczu (5:1) z Realem Murcią, spadłaby do Segunda División, ostatecznie zajęła 12. miejsce w lidze, a jednocześnie zdobyła Puchar Króla Hiszpanii wygrywając w finale z Athleticiem Bilbao 4:3, natomiast Mariano Martín został królem strzelców w lidze, strzelając 32 gole w 26 meczach.
Rok później, w pierwszym meczu w półfinale pucharu krajowego, FC Barcelona wygrała mecz z Realem Madryt u siebie na Les Corts 3:0, lecz w rewanżu na Santiago Bernabéu, przegrała 1:11 spotkanie rozegrane 13 czerwca 1943 r.
W następnym roku z pracy w roli trenera został zwolniony José Nogués, a na jego miejsce mianowano byłego zawodnika zespołu, Josepa Samitiera. W roli trenera pracował on przez trzy lata, lecz do jego osiągnięć zaliczyć można tylko pierwsze miejsce w lidze w sezonie 1944/45. Później drużyna prowadzona już przez jego następcę, triumfowała w sezonach: 1947/48 i 1948/49. W 1950 r., w meczu rozgrywanym na Les Corts pomiędzy FC Barcelona a Realem Madryt padł wynik 7:2.
Kilka miesięcy po tym wydarzeniu do FC Barcelony przyszedł Ladislao Kubala. Z początku nie mógł jednak uczestniczyć w spotkaniach, jakie rozgrywała jego nowa drużyna, z powodu sankcji nałożonych przez FIFA, co trwało aż do 29 kwietnia 1950 r.. Po oficjalnym dołączeniu Węgra do zespołu, Duma Katalonii z sześcioma zwycięstwami i jednym remisem wygrała kolejną edycję Pucharu Hiszpanii. W finale tych rozgrywek Kubala strzelił trzy gole w wygranym 3:0 meczu z Realem Sociedad. W 1952 „Drużyna Pięciu Pucharów” (kat. Barça de les 5 Copes) zdobyła Puchar Ligi Hiszpańskiej, Latin Cup, Trofeum Eva Duarte, Trofeum Martini & Rossi oraz Puchar Hiszpanii, pokonując w jego finale Valencię CF 4:2, pomimo że do przerwy Barcelona przegrywała 0:2.
Na początku kolejnego sezonu Węgier zachorował na gruźlicę, co skutkowało miejscem w środkowej części tabeli, jakie Azulgrana zajmowała podczas jego choroby. 22 lutego, gdy ten powrócił na spotkanie z Racingiem Santander – pomógł drużynie wywalczyć pierwsze miejsce w tabeli (FC Barcelona wyprzedziła w ostatniej kolejce Valencię) i zdobyć kolejny puchar kraju (2:1 w finale z Athleticiem Bilbao).

#### 1953–1957: Niedoszły transfer Di Stéfano i otwarcie Camp Nou
Gdy władze Realu Madryt dowiedziały się, iż Alfredo Di Stéfano ma przejść do FC Barcelony, za wszelką cenę usiłowały nie dopuścić do tego transferu. Rozpoczęły negocjacje z Millonarios de Bogotá, gdzie Argentyńczyk wcześniej występował, lecz bez zgody federacji FIFA. Wcześniej klub z Katalonii ustalił z uprawnionym właścicielem piłkarza – River Plate, kwotę odstępnego, która wynosiła 2 mln peset. 15 września 1953 Królewska Hiszpańska Federacja Piłkarska poprosiła FIFA o rozsądzenie kwestii, którego klubu zawodnikiem jest Argentyńczyk. Ta najpierw oznajmiła, iż „Di Stéfano nie może zagrać w żadnym klubie hiszpańskim do chwili, gdy jego sytuacja [...] nie zostanie całkowicie wyjaśniona”, a następnie poprosiła o arbitraż byłego prezesa RFEF, Armado Muñoza Calero, który zaproponował, aby Di Stéfano rozegrał sezony 1953/54 i 1955/56 w barwach Realu Madryt, natomiast 1954/55 i 1956/57 w barwach FC Barcelony. Oba kluby zaprotestowały, chcąc mieć zawodnika na własność. W Barcelonie cały zarząd podał się do dymisji rezygnując jednocześnie z praw do zawodnika. W efekcie Di Stéfano trafił do Madrytu, gdzie pomógł zwyciężyć w kilku pierwszych edycjach Pucharu Mistrzów.
Po dwóch latach dominacji w lidze Barça w 1953 r. spadła na drugie miejsce w tabeli, a triumfował Real Madryt. Także w pucharze krajowym Katalończykom się nie powiodło – w ćwierćfinałowym meczu z Athletic Bilbao, kontuzjowany został Kubala, co wyłączyło go z gry na cztery i pół miesiąca, a w finale tych rozgrywek pokonała ich Valencia rezultatem 3:0.
W następnym sezonie zakupiono dla wzmocnienia drużyny Luisa Suáreza z Deportivo La Coruña, ponieważ Kubala narzekał na kontuzję kolana, a klub uplasował się na drugiej pozycji w tabeli La Liga ulegając stołecznemu rywalowi.
28 listopada 1954 została rozpoczęta budowa nowego stadionu – Camp Nou. Drużyna pod wodzą byłego bramkarza klubowego, Franza Platki, zdobyła w sezonie 1955/1956 pierwszy w swojej historii Puchar Miast Targowych, wygrywając z reprezentacją Londynu w dwumeczu 6:2.
| Mecz z okazji otwarcia Camp Nou Barcelona – Reprezentacja Warszawy. 4:2 Barcelona, 24 września 1957 roku. |

W lidze zajęła drugie miejsce, zaraz za Athletic Bilbao. Inauguracyjny mecz na otwarcie Camp Nou został rozegrany 24 września 1957. Rywalem był stołeczny polski klub, Legia Warszawa, która wystąpiła jako Reprezentacja Warszawy. Mecz zakończył się zwycięstwem gospodarzy 4:2. Bramki dla Dumy Katalonii zdobyli Eulogio Martínez, Justo Tejada, Francisco Sampedro Lluesma oraz Evaristo. Dla warszawian trafili Henryk Szymborski oraz Władysław Soporek.
Natomiast w pucharze krajowym, FC Barcelona pokonała w derbowym pojedynku RCD Espanyol 1:0.

### 1960–1978
W 1960, zawodnik Dumy Katalonii Luis Suárez, został uznany najlepszym piłkarzem Europy i zdobył Złotą Piłkę. Ponadto zespół obronił Puchar Miast Targowych (finał z Birmingham 0:0 w pierwszym spotkaniu, i 4:1 w drugim). Świetna passa utrzymywała się także w lidze, gdzie drużyna w sezonie 1959/60 nie przegrała żadnego meczu rozegranego u siebie, czego skutkiem był triumf w La Liga. Liczba socios Barçy wzrosła do 50 000. Na arenie międzynarodowej drużyna powstrzymała Real Madryt w jego wędrówce po kolejny z rzędu Puchar Mistrzów (w 1/8 finału). W pierwszym meczu padł remis 2:2 w Madrycie, w drugim, rozgrywanym w Barcelonie, było 2:1 dla gospodarzy. Bramkę na wagę awansu do kolejnej rundy zdobył z rzutu karnego Luis Suárez. Arbitrem tego spotkania był Arthur Ellis. Barcelona doszła do finału, gdzie ostatecznie przegrała z SL Benfica 2:3 (dwa gole dla Barçy zdobył Sándor Kocsis).
23 czerwca 1963 r. klub zdobył kolejny Puchar Hiszpanii (nazywany, w czasie rządów Franco, Copa del Generalisimo). Rywalem w finale rozegranym na Camp Nou był Real Saragossa. Gole dla Barçy zdobyli: Pereda, Sandor Kocsis i Zaldúa. Natomiast w lidze, po zajęciu szóstej, najgorszej od dwudziestu lat pozycji, władze zdecydowały się odmłodzić zespół, na skutek czego odeszli Antonio Ramallets, Zoltán Czibor i Luis Suárez.
Trzy lata później zostały sprzedane tereny byłego stadionu Les Corts za 226 milionów peset, co wyraźnie wpłynęło na budżet klubu, który potrzebował dobrych piłkarzy. Po raz trzeci w swojej historii drużyna wywalczyła Puchar Miast Targowych. Mimo porażki w pierwszym meczu finałowym z Realem Saragossa 0:1, triumfowała wygrywając rewanżowe spotkanie 4:2 (po dogrywce).
W 1968 Real Madryt przegrał z Barçą 0:1 na swoim własnym stadionie w finale Pucharu Hiszpanii. Mecz ten został określony mianem butelkowego finału, ponieważ wściekli madryccy kibice po przegranym meczu zaczęli rzucać w piłkarzy Blaugrany butelkami; żaden z nich nie został jednak trafiony.
W 1969 roku Duma Katalonii poniosła porażkę 0:1 ze Slovanem Bratysława w finale Pucharu Zdobywców Pucharów.
13 sierpnia 1973 za 922 000 funtów został kupiony Johan Cruijff z Ajaksu Amsterdam – trener Rinus Michels zaoferował mu ponad pięciokrotnie wyższą stawkę niż poprzedni klub piłkarza. Sam zawodnik miał też do wyboru Real Madryt, lecz wybrał Barçę. Na uzasadnienie swojego stanowiska wypowiedział zdanie:

Nigdy nie przejdę do klubu, który sympatyzował z reżimem Franco.

Rok po dołączeniu do składu Cruijffa, także za namową Michelsa podpisano kontrakt z Johanem Neeskensem.
W 1974 FC Barcelona na sześć kolejek przed końcem rozgrywek zapewniła sobie pierwsze miejsce w tabeli ligi hiszpańskiej, a w jednym z ostatnich meczów wygrała na wyjeździe 5:0 z Realem Madryt. W kolejnym sezonie zespół zajął ostatecznie trzecie miejsce z 14. punktami straty do rywala z Madrytu. W finale Pucharu Hiszpanii Real wygrał z Blaugraną 4:0.
W 1978 na stanowisko prezesa klubu został wybrany Josep Lluís Núñez, który sprawował ten urząd przez 22 lata (5 kadencji). Radość piłkarzy z tego wyboru przypieczętowana została zwycięstwem 3:1 w finale pucharu krajowego. W następnym roku Barcelona ograła 4:3 (2:2) niemiecką Fortunę Düsseldorf w finale Pucharu Zdobywców Pucharów. Spotkanie oglądało na stadionie w Bazylei 58 000 kibiców obu drużyn.

### 1978–1988
1 marca 1981, po meczu ligowym z Hérculesem Enrique Quini został uprowadzony przez grupę znaną jako Batallon Catalano-Espanyol i był więziony przez 25 dni. Po złożeniu przez władze klubu obietnicy, że rezygnuje z wygranej w Pucharze Hiszpanii, został uwolniony przed meczem finałowym, w którym przeciwnikiem klubu z Katalonii był Sporting Gijón. Katalończycy wygrali 3:1, a jedną z bramek strzelił właśnie wcześniej uprowadzony piłkarz.
Na potrzeby Mistrzostw Świata Camp Nou powiększono do 120 000 miejsc. 7 listopada 1982 do Barcelony przyjechał papież Jan Paweł II, który odprawiał mszę w obecności kilkuset tysięcy wiernych (otrzymał także kartę socis klubu z numerem 10 080). Następnie został rozegrany mecz finałowy Pucharu Zdobywców Pucharów pomiędzy drużyną Barcelony a belgijskim Standardem Liège, który drużyna gospodarzy wygrała 2:1 (dwa gole Allana Simonsena i jeden Quiniego).
W ramach transakcji transferowych w roku 1982 Barcelona kupiła Diego Maradonę z Boca Juniors za 3 miliony funtów. Argentyńczyk po dwóch latach pobytu w Katalonii został sprzedany do Napoli za 5 mln funtów. Jego miejsce zajął wcześniej rezerwowy, Bernd Schuster, który pomógł drużynie zdobyć dziesiąty tytuł triumfatora ligi hiszpańskiej. Liczba socios przekroczyła 100 000. Oprócz Maradony w tamtym sezonie Barcelonę opuścił także Quini, który podpisał kontakt ze Sportingiem Gijón.
Rok później Barça po raz pierwszy w historii przegrała na swoim stadionie – Camp Nou – z Realem Madryt 1:2. Przed tym meczem zespół ze stolicy Hiszpanii doznał tu 14 porażek i trzy razy zremisował.
W 1986 drużyna pod wodzą trenera Terry’ego Venablesa dostała się do finału Pucharu Europy, jednak przegrała w karnych ze Steauą Bukareszt 0:2 (po 120 minutach brzmiał wynik 0:0). Rozegrano go w Sewilli, w obecności 70 tysięcy kibiców.
Latem 1986 do klubu sprowadzono Garry’ego Linekera, Andoniego Zubizarrete oraz Marka Hughesa. Sezon 1986/87 Barcelona zakończyła na drugim miejscu w lidze, ze stratą zaledwie jednego punktu do lidera – Realu Madryt. Kapitalny sezon zaliczył nowo sprowadzony Gary Lineker, który w rozgrywkach hiszpańskiej ligi strzelił aż 20 bramek dla Blaugrany.
W sezonie 1987/1988 trenerem został Luis Aragonés, który jednak nie umiał wprowadzić nowego ducha w drużynę, co odbiło się na wynikach – 15 zwycięstw w lidze w sezonie uplasowało klub na szóstej pozycji w tabeli.
Mimo to klub zdobył Puchar Hiszpanii dający awans do zmagań o Puchar Zdobywców Pucharów, który w następnym sezonie udało się zdobyć pod wodzą nowego trenera – Johana Cruijffa. Holender sprowadził nowych zawodników: José Mari Bakero, Beguiristáina, Sacristána, Salinasa i awansował do pierwszej drużyny młodziutkiego Guillermo Amora. To właśnie ci zawodnicy przyczynili się do wygranej w Pucharze.

### 1988–1996: Dream Team Cruyffa
W sezonie 1989/90 do drużyny Cruijffa dołączyli Ronald Koeman z PSV Eindhoven i Michael Laudrup z Juventusu. Zespół zdobył wtedy Puchar Króla po pokonaniu 2:0 w finale Realu Madryt. Następny sezon też okazał się szczęśliwy – pomimo operacji wszczepienia by-passów, jakiej musiał poddać się trener Katalończyków, półrocznej pauzy w grze Ronalda Koemana oraz 2-miesięcznego zawieszenia Christo Stoiczkowa, klub zdobył Superpuchar Hiszpanii, mistrzostwo Hiszpanii, mistrzostwo Katalonii oraz Puchar Teresy Therrary.

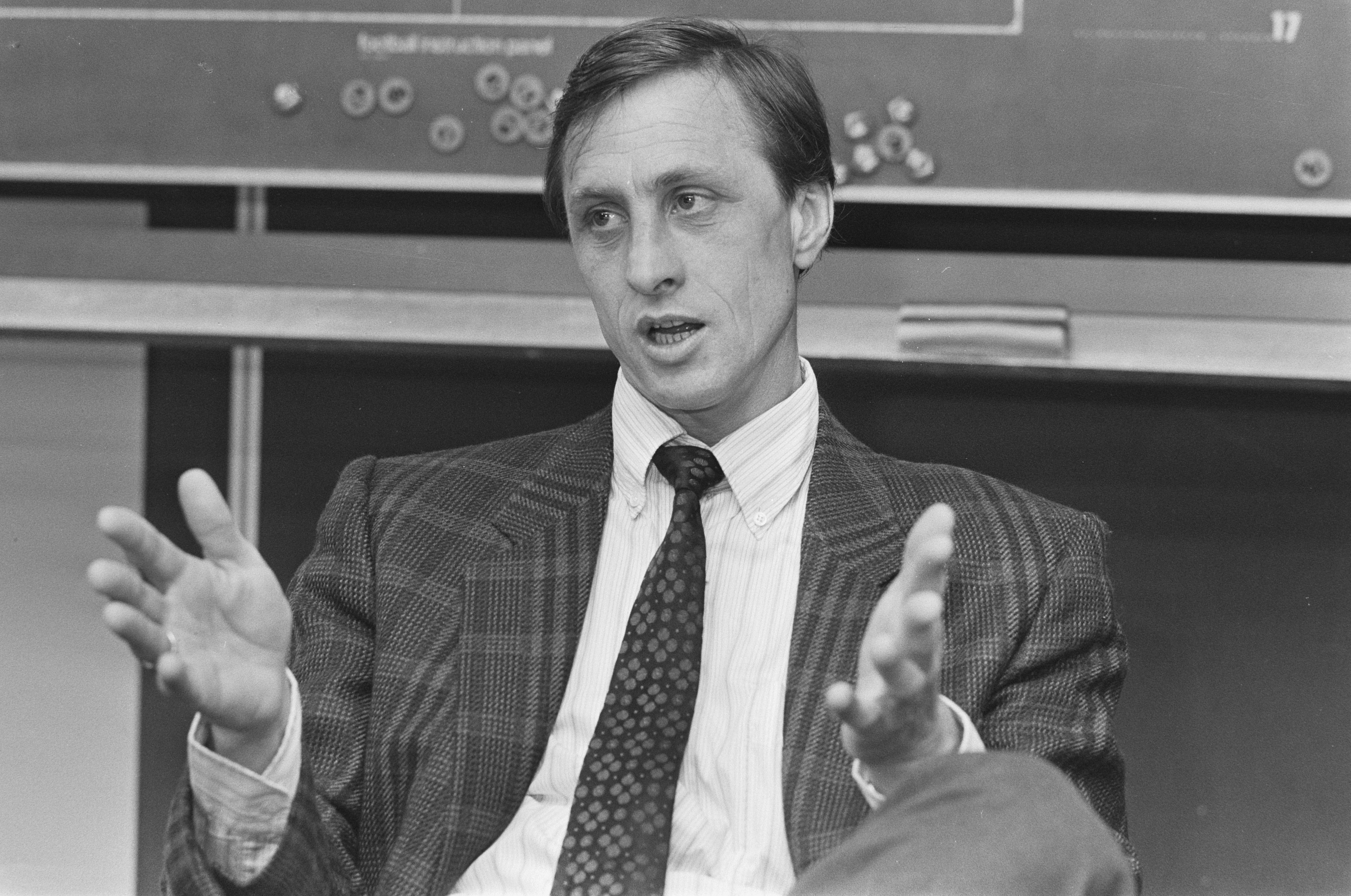
Johan Cruijff jako trener stworzył jeden z najlepszych zespołów w historii klubu

Rok 1992 zapisał się złotymi zgłoskami w historii katalońskiego klubu. W Hiszpanii Blaugrana zdobyła 12. tytuł triumfatora ligi hiszpańskiej. W Pucharze Europy natomiast dotarła do finału i 20 maja 1992 zmierzyła się z włoskim klubem UC Sampdoria na londyńskim stadionie Wembley w obecności 70 827 kibiców. W regulaminowym czasie gry, mimo kilku akcji podbramkowych, nie padła ani jedna bramka. Dopiero w dogrywce, w 112. minucie, po faulu jednego z piłkarzy włoskich, do piłki podszedł Koeman i zdobył zwycięskiego gola z rzutu wolnego.
Rok później losy 1. miejsca w lidze ważyły się do ostatniej kolejki. Real Madryt poleciał na Wyspy Kanaryjskie, aby zagrać z Teneryfą, z którą przegrał ostatecznie 0:2, natomiast Barcelona wygrała z Realem Sociedad 1:0, co dało Katalończykom mistrzostwo kraju. Drużyna zdobyła także Puchar Therrary oraz Puchar Katalonii.
W sezonie 1993/94 zmagania były bardziej dramatyczne. W styczniu Barcelona pokonała Real Madryt 5:0 na Camp Nou. W ostatniej kolejce rozgromiła 5:2 Sevillę, zrównując się dorobkiem punktowym z Deportivo La Coruña. Dzięki temu, że gracz Deportivo, Miroslav Đukić, w ostatniej minucie meczu przeciwko Valencii nie wykorzystał rzutu karnego oraz korzystniejszemu bilansowi bezpośrednich spotkań Barça zanotowała wówczas kolejny triumf w La Liga.
Na arenie międzynarodowej drużyna przegrała w finale Ligi Mistrzów z Milanem 0:4. Z klubu po tym spotkaniu odeszli: Andoni Zubizarreta, Julio Salinas, Michael Laudrup oraz Christo Stoiczkow.
W następnym sezonie Barcelona nie wywalczyła już 1. miejsca w tabeli ligowej (jak to było przez ostatnie 4 lata) i zajęła 4. miejsce, z 9 punktami straty do lidera, którym był Real Madryt. W 1996 z posady trenera Barçy zrezygnował Johan Cruijff, któremu nie udało się zdobyć żadnego znaczącego trofeum w sezonie 1995/96.

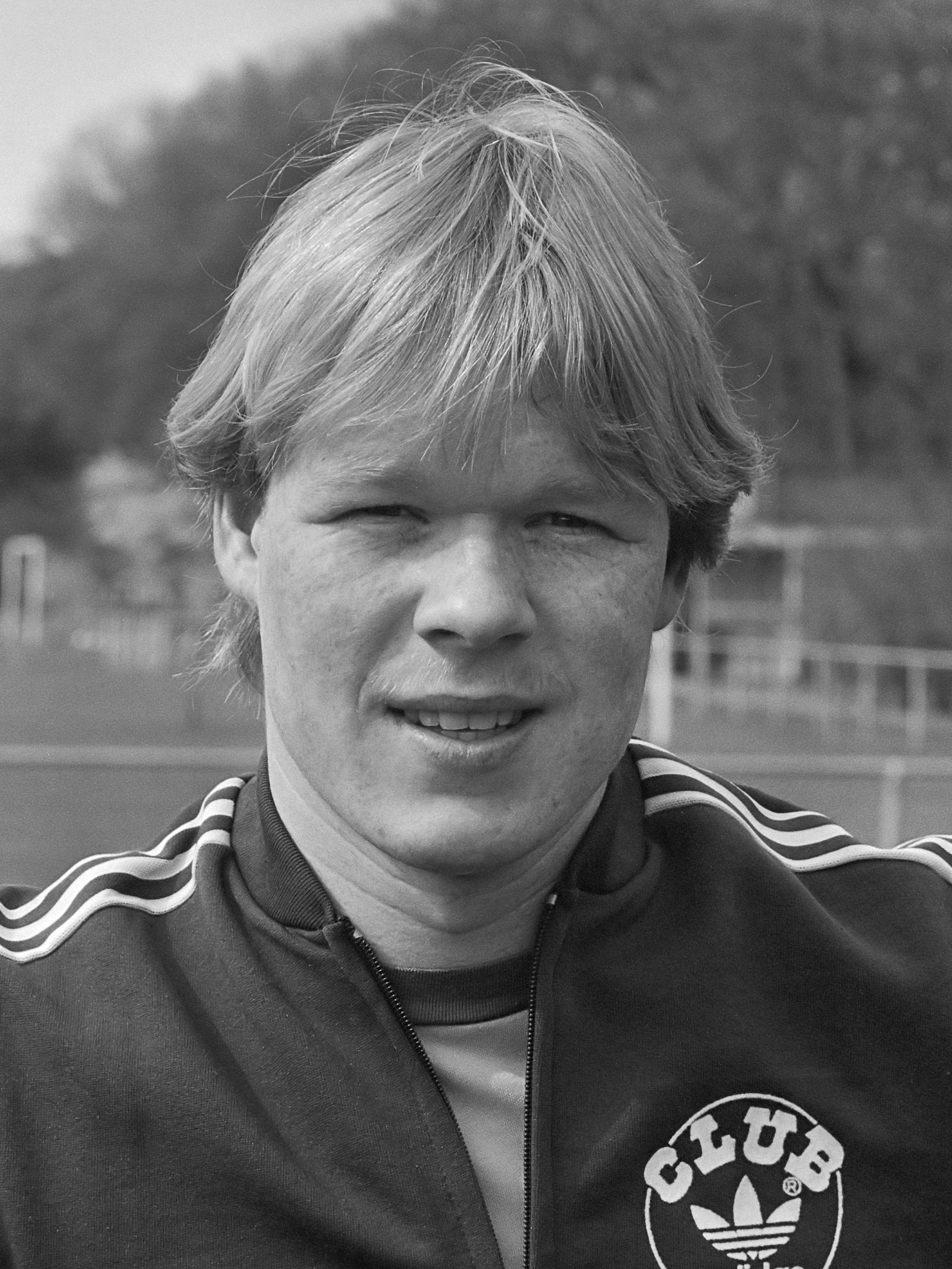
Ronald Koeman – strzelec jedynej bramki w finale Pucharu Europy w 1992 z Sampdorią

### 1996–2000
W sezonie 1996/97 drużynę prowadził Bobby Robson, a do zespołu dołączyli Ronaldo, Luis Enrique, Vítor Baía, Christo Stoiczkow, Fernando Couto i Laurent Blanc. Zespół opuścił natomiast Gheorghe Hagi, który odgrywał wcześniej głównie rolę rezerwowego. Ronaldo i Luis Enrique spisywali się świetnie – pierwszy zdobył tytuł króla strzelców, a pochodzący z Asturii Enrique nie miał problemów z aklimatyzacją. Barcelona zdobyła Puchar Zdobywców Pucharów wygrywając w finale 1:0 z Paris Saint Germain po golu Brazylijczyka. W lidze hiszpańskiej, mimo zdobycia aż 102 goli, klub zajął drugie miejsce, ale zdobył Puchar Króla.
W sezonie 1997/98 zespół prowadził już Louis van Gaal. Zakupił on do klubu Rivaldo, Sonnego Andersona, a także trzech zawodników AC Milanu: Michaela Reizigera, Christophera Dugarriego oraz Winstona Bogarde. W pierwszym sezonie Holendra Barcelona zdobyła dublet, z kolei w jubileuszowym sezonie 1998/99 – Mistrzostwo Hiszpanii, do którego w dużym stopniu przyczyniła się nowo pozyskana gwiazda – Patrick Kluivert. Pomimo sukcesów krajowych w tych dwóch sezonach FC Barcelona wyraźnie rozczarowała na arenie międzynarodowej (m.in. odpadła już w fazie grupowej Ligi Mistrzów 1997/98 i 1998/99). W kolejnym sezonie, 1999/00, mimo walki na kilku frontach FC Barcelona nie zdobyła żadnego trofeum, a kibice mieli powoli dość van Gaala, który uczynił z Barçy „holenderską kolonię”. W sezonie 2000/01 do drużyny dołączyli Marc Overmars i Emmanuel Petit, którzy mieli uleczyć sytuację w klubie; niestety nie udało im się. Przez kolejne kilka sezonów Barcelona rozczarowywała swych fanów, nie osiągając żadnych sukcesów mimo ogromnych pieniędzy wydanych na piłkarzy przez Joana Gasparta wybranego w 2000 r. na prezesa klubu.

### 2000–2003
Joan Gaspart, który dotąd był wiceprezesem klubu, dążył do naprawy sytuacji. Podczas jego urzędowania na tym stanowisku sprowadzono między innymi Diego Maradonę, Gary’ego Linekera, Bernda Schustera, Romário i Ronaldo. W wyborach na prezesa Gaspart zdobył 54,87% głosów – głosowało na niego 25 181 socis FC Barcelony.
Na początku oddany barwom klubowym prezes był szanowany przez kibiców. W czasie swojej prezesury zakupił między innymi Marca Overmarsa i Emmanuela Petita. Za te transfery zapłacił 32 miliony funtów. Część tych funduszy odzyskał, po nieporozumieniu z Portugalczykiem Luísem Figo, którego sprowadził Johan Cruijff, ówczesny trener klubowy. W tym czasie niemal równolegle trwały wybory prezesa Realu Madryt, gdzie wystartował Florentino Pérez, który chciał pozyskać piłkarza do kastylijskiego klubu. Pérez oznajmił, iż spotkał się z Portugalczykiem i ten wykazał chęć gry na Santiago Bernabéu, jednak Joan Gaspart temu zaprzeczał, a piłkarz nie wypowiadał się oficjalnie na ten temat. Zarząd FCB sądził, iż chce on wymusić na klubie wyższy kontrakt. Jednak ostatecznie, ku zdziwieniu socis, jak i kibiców Azulgrany, przeszedł na stronę przeciwnika.
W lidze hiszpańskiej FC Barcelona na koniec sezonu zajęła 4. miejsce, dzięki hat trickowi Rivaldo w ostatnim w sezonie spotkaniu z Valencią. Klub w rozgrywkach europejskich Pucharu UEFA doszedł do półfinału, gdzie został pokonany przez Liverpool.
W następnym sezonie do klubu przyszli między innymi Fábio Rochemback, Javier Saviola, Philippe Christanval i Patrik Andersson, natomiast zespół opuścili Pep Guardiola, Emmanuel Petit i Simão Sabrosa. Pomimo że klub dokonał wielu transferów, nie przyniosło to oczekiwanych rezultatów – klub ponownie uplasował się na koniec sezonu na czwartej pozycji w tabeli. W Lidze Mistrzów został wyeliminowany przez Real Madryt.
W 2002 trenerem drużyny został Louis van Gaal, który już prowadził klub w latach 1997–2000, jednak bez większych sukcesów. Tak było też tym razem. Van Gaal postawił przede wszystkim na wychowanków klubu. Do pierwszego składu awansowali m.in. Víctor Valdés, Fernando Navarro czy Andrés Iniesta. Ponadto do klubu zakupiono Juana Romána Riquelme. Pomimo że drużynę zasiliło wielu młodych graczy, w dziewiętnastej kolejce Primera División zespół znajdował się trzy punkty od strefy spadkowej. To spowodowało, iż van Gaal pożegnał się z posadą trenera pierwszego zespołu, a jego następcą został Radomir Antić, z pomocą którego na koniec sezonu klub uplasował się na szóstej pozycji, dającej awans do rozgrywek o Puchar UEFA.
Po tym sezonie z fotela prezesa ustąpił Joan Gaspart, pozostawiając klub w głębokim kryzysie. Podczas jego prezesury na transfery wydano około 200 mln €.

### 2003–2008: Laporta, Ronaldinho i Rijkaard

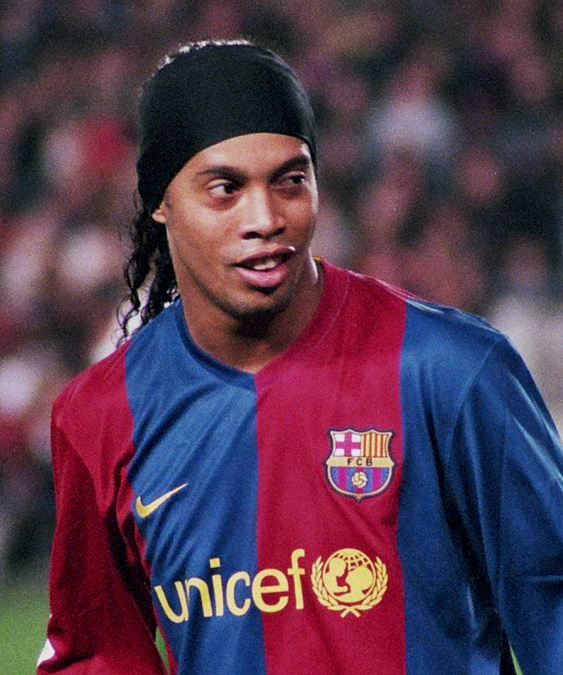
Ronaldinho był jednym z najważniejszych piłkarzy zespołu Rijkaarda

Przełomem okazało się przybycie nowego prezesa klubu, Joana Laporty, wybranego przez socis na to stanowisko w 2003 r. Jedną z pierwszych decyzji prezydenta było powołanie na stanowisko trenera pierwszej drużyny Franka Rijkaarda. Nowe władze starały się odbudować zespół. Mimo przegranej walki z Realem Madryt o sprowadzenie do klubu Davida Beckhama, udało im się w 2003 r., niejako na osłodę, podpisać kontrakt z Ronaldinho. Stał się on od razu ostoją drużyny oraz jej najpewniejszym punktem. Sezon później na Camp Nou przybyli zawodnicy, którzy mieli za zadanie odmłodzenie kadry, między innymi: Deco, Samuel Eto’o i Ludovic Giuly. Razem z Ronaldinho oraz wychowankami klubu (Puyolem, Xavim i Valdésem) mieli sprawić, by Barcelona stała się klubem z najwyższej półki. Pierwszym zwiastunem lepszych czasów było zdobycie mistrzostwa oraz Superpucharu Hiszpanii w 2005 r.

#### Sezon 2005/2006
Sezon 2005/06 był jednym z najlepszych w historii klubu. W tabeli Primera División klub uplasował się na pierwszej pozycji. Po raz drugi w swojej historii drużyna zdobyła Ligę Mistrzów. W finale zmierzyła się z Arsenalem, który po raz pierwszy miał okazję walczyć o najważniejsze klubowe trofeum piłkarskie. Na początku tego spotkania przeważali gracze angielskiej drużyny, którzy już w 2. minucie gry mieli dobrą okazję do zdobycia bramki, ale Thierry Henry nie wykorzystał sytuacji sam na sam z Valdésem. Dopiero po kilku minutach Katalończycy ruszyli do ataku na bramkę Jensa Lehmanna.
W 19. minucie Ronaldinho podał do znajdującego się w obrębie pola karnego Samuela Eto’o. Kameruńczyk został sfaulowany przez Lehmanna, za co ten dostał czerwoną kartkę, a na jego miejsce wszedł Manuel Almunia. W 36. minucie gry „zasnęła” nieco obrona Azulgrany, czego skutkiem było dośrodkowanie Thierry’ego Henry, na główkę Sola Campbella, a ten strzelił prosto do bramki nie dając szans katalońskiemu bramkarzowi. Dopiero w drugiej połowie gry padła bramka dla Barcelony, po podaniu szwedzkiego napastnika Henrika Larssona w stronę Eto’o, który był zaledwie dwa metry przed bramką Almunii i wykorzystał tę sytuację w 76. minucie. Pięć minut później Barcelona wyszła na prowadzenie po golu brazylijskiego rezerwowego, Juliana Bellettiego, który tym samym zdobył swoją pierwszą bramkę dla drużyny.

##### Finał Ligi Mistrzów 2005/2006
| 17 maja 2006 | FC Barcelona | 2:1(0:1) | Arsenal | Stade de France Widzów: 79 500 Sędzia: Terje Hauge |
| 17 maja 2006 | Samuel Eto’o 76' · Juliano Belletti 81' | 2:1(0:1) | Sol Campbell 37' | Stade de France Widzów: 79 500 Sędzia: Terje Hauge |
| 17 maja 2006 | Oleguer 69' · Henrik Larsson 90+3' | 2:1(0:1) | Emmanuel Eboué 22' · Thierry Henry 51' · Jens Lehmann 18' | Stade de France Widzów: 79 500 Sędzia: Terje Hauge |
| Víctor Valdés – Oleguer (61' → Juliano Belletti), Rafael Márquez, Carles Puyol, Giovanni van Bronckhorst – Edmílson (46' → Andrés Iniesta), Deco, Mark van Bommel (61' → Henrik Larsson), Ludovic Giuly, Ronaldinho – Samuel Eto’o; trener: Frank Rijkaard | Víctor Valdés – Oleguer (61' → Juliano Belletti), Rafael Márquez, Carles Puyol, Giovanni van Bronckhorst – Edmílson (46' → Andrés Iniesta), Deco, Mark van Bommel (61' → Henrik Larsson), Ludovic Giuly, Ronaldinho – Samuel Eto’o; trener: Frank Rijkaard |          | Jens Lehmann – Emmanuel Eboué, Kolo Touré, Sol Campbell, Ashley Cole – Alaksandr Hleb (85' → José Antonio Reyes), Cesc Fàbregas (74' → Mathieu Flamini), Gilberto Silva, Robert Pirès (18' → Manuel Almunia) – Fredrik Ljungberg, Thierry Henry; trener: Arsène Wenger | Jens Lehmann – Emmanuel Eboué, Kolo Touré, Sol Campbell, Ashley Cole – Alaksandr Hleb (85' → José Antonio Reyes), Cesc Fàbregas (74' → Mathieu Flamini), Gilberto Silva, Robert Pirès (18' → Manuel Almunia) – Fredrik Ljungberg, Thierry Henry; trener: Arsène Wenger |

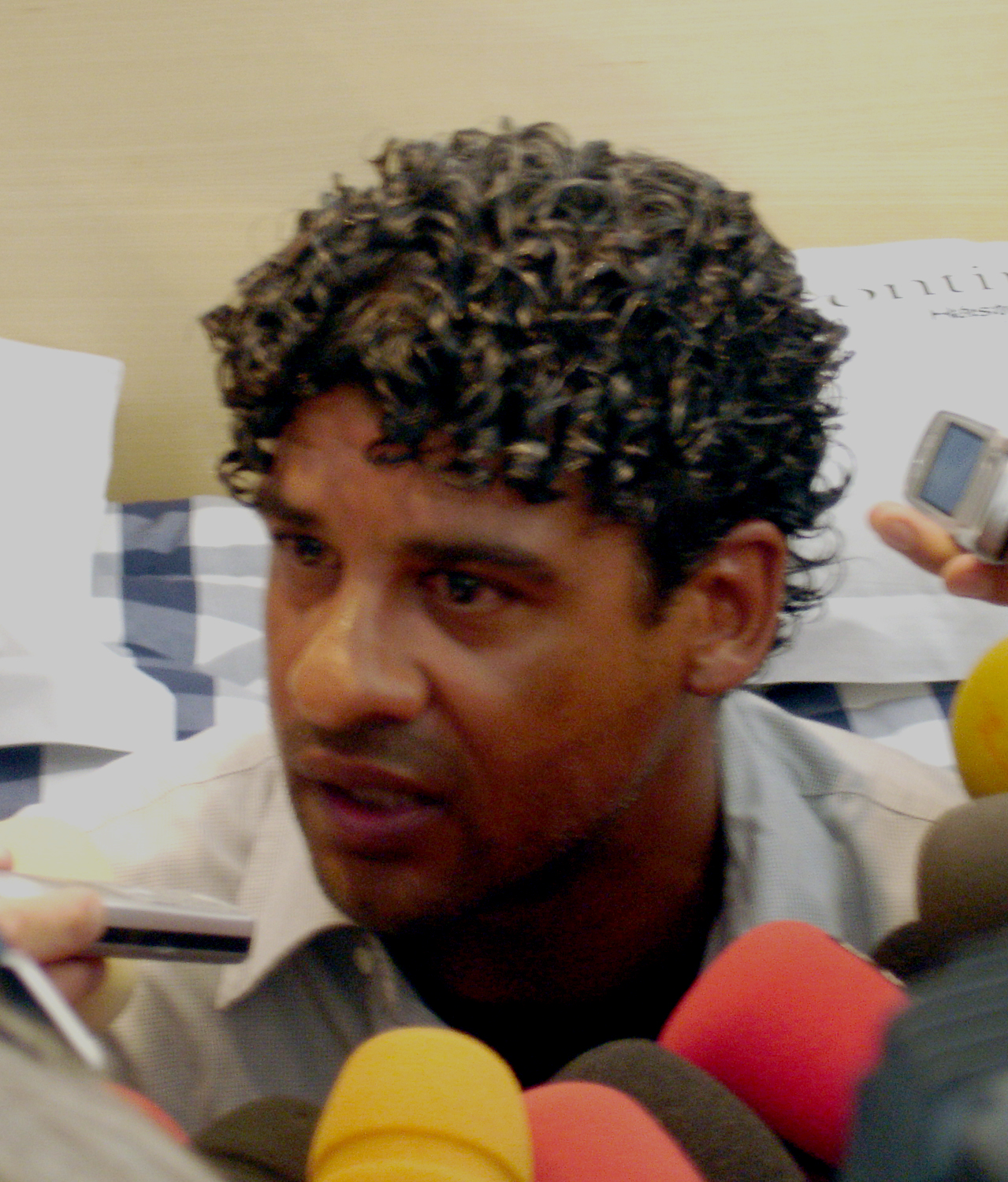
Frank Rijkaard, jeden z najbardziej utytułowanych trenerów w historii klubu

| Liga Mistrzów UEFA 2005–06 Zwycięzcy |
| ------------------------------------ |
| Hiszpania                            |
| FC Barcelona Drugi Tytuł             |

#### Sezon 2006/2007
Sezon 2006/07 Barça rozpoczęła od zwycięstwa 3:0 w Superpucharze Hiszpanii z Espanyolem. Z Ligi Mistrzów drużyna odpadła w fazie pucharowej, z rywalem, jakim był Liverpool FC, zwycięzcą tych rozgrywek z 2005 roku. W lidze Barcelona od początku zajmowała pierwsze miejsce w tabeli, czasami oddając je Sevilli. Lecz pod koniec sezonu Real Madryt dogonił drużynę z Katalonii. Mimo wygranego przez Barçę w ostatniej kolejce spotkania z beniaminkiem i zarazem spadkowiczem z Primera División Gimnastikiem Tarragona 5:1, drużyna nie obroniła mistrzostwa kraju, gdyż Real Madryt odniósł zwycięstwo 3:1 nad Realem Mallorca i mając korzystniejszy bilans bramkowy, zdobył mistrzostwo kraju. Zespół Blaugrany wywalczył natomiast w sezonie 2006/07 Puchar Katalonii. 15 sierpnia 2007 FC Barcelona zdobyła Puchar Franza Beckenbauera, grając przeciwko Bayernowi Monachium, wygrywając 1:0 po bramce Lionela Messiego.
3 lipca 2007 ogłoszono, iż przestała istnieć druga drużyna rezerw – FC Barcelona C. Stało się to z powodu spadku z Segunda División B do Tercera División pierwszej drużyny rezerw – Barçy B. W efekcie FC Barcelona C musiałaby być przesunięta do I ligi katalońskiej, ponieważ przepisy zakazują gry dwóm zespołom jednego klubu w jednej klasie rozgrywkowej Hiszpanii.

#### Sezon 2007/2008
Sezon 2007/08 zaczął się od kupna Thierry’ego Henry’ego za 24 miliony euro. Mimo bardzo dobrego składu, drużyna grała kiepsko. Jedną z głównych przyczyn tak słabego sezonu był spadek formy Ronaldinho, który, oficjalnie, doznał kontuzji. Sezon ligowy drużyna FC Barcelona zakończyła na trzeciej pozycji. Wraz z końcem sezonu, trener zespołu Frank Rijkaard zrezygnował z dalszego prowadzenia Barcelony.

### 2008–2012: PepTeam, tiki-taka i Messi

#### Sezon 2008/2009

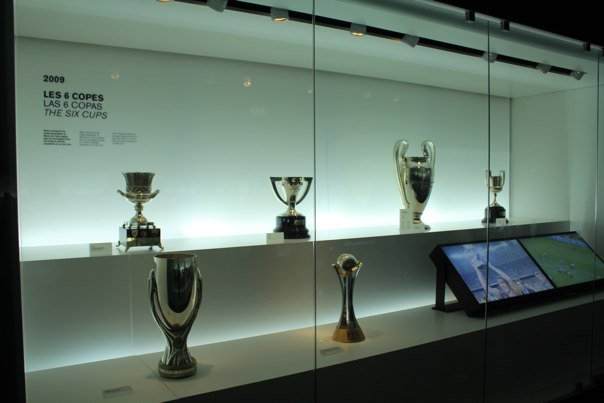
Sześć zdobytych trofeów klubowych w 2009

Sezon 2008/2009 FC Barcelona rozpoczęła z nowym trenerem – Franka Rijkaarda zastąpił Josep Guardiola, który we wcześniejszych rozgrywkach prowadził Barçę B. Jedną z jego pierwszych decyzji było sprzedanie dwóch podstawowych zawodników: Deco i Ronaldinho, którzy dołączyli odpowiednio do Chelsea i A.C. Milan. Zespół opuścili również Gianluca Zambrotta (trafił do Milanu) oraz Lilian Thuram, który zakończył karierę piłkarską. Z kolei do Barcelony przeszło siedmiu nowych piłkarzy, wśród nich był prawy obrońca – Dani Alves, który opuścił Sevillę FC (kwota transferu to 29,5 mln € + zmienne – razem max. 35,5 mln), tym samym stając się najdroższym obrońcą zakupionym przez klub z Primera División. Oprócz niego do klubu dołączyli także m.in. Gerard Piqué, Seydou Keita oraz Alaksandr Hleb.
Blaugrana rozpoczęła sezon ligowy od przegranej z Numancią 0:1 oraz remisu na Camp Nou z Racingiem 1:1.
Po początkowych niepowodzeniach drużyna zaczęła grać lepiej i ostatecznie sezon 2008/2009 został uznany za najlepszy w historii klubu. Nigdy dotąd drużyna Barcelony nie wygrała trzech najważniejszych trofeów.

##### Finał Ligi Mistrzów 2008/2009
| 27 maja 2009 | FC Barcelona | 2:0(1:0) | Manchester United | Stadio Olimpico, Rzym Widzów: 62 467 Sędzia: Massimo Busacca |
| 27 maja 2009 | Samuel Eto’o 10' · Lionel Messi 70' | 2:0(1:0) | | Stadio Olimpico, Rzym Widzów: 62 467 Sędzia: Massimo Busacca |
| 27 maja 2009 | Gerard Piqué 16' | 2:0(1:0) | Cristiano Ronaldo 78' · Paul Scholes 80' · Nemanja Vidić 90+3' | Stadio Olimpico, Rzym Widzów: 62 467 Sędzia: Massimo Busacca |
| 1. Víctor Valdés – 3. Gerard Piqué, 5. Carles Puyol, 6. Xavi, 8. Andrés Iniesta (90+2' → Pedro), 9. Samuel Eto’o, 10. Lionel Messi, 14. Thierry Henry (72' → Seydou Keita), 16. Sylvinho, 24. Yaya Touré, 28. Sergio Busquets; trener: Pep Guardiola | 1. Víctor Valdés – 3. Gerard Piqué, 5. Carles Puyol, 6. Xavi, 8. Andrés Iniesta (90+2' → Pedro), 9. Samuel Eto’o, 10. Lionel Messi, 14. Thierry Henry (72' → Seydou Keita), 16. Sylvinho, 24. Yaya Touré, 28. Sergio Busquets; trener: Pep Guardiola |          | 1. Edwin van der Sar – 3. Patrice Evra, 5. Rio Ferdinand, 7. Cristiano Ronaldo, 8. Anderson (46' → Carlos Tévez), 10. Wayne Rooney, 11. Ryan Giggs (75' → Paul Scholes), 13. Park Ji-sung (66' → Dimityr Berbatow), 15. Nemanja Vidić, 16. Michael Carrick, 22. John O’Shea; trener: Alex Ferguson | 1. Edwin van der Sar – 3. Patrice Evra, 5. Rio Ferdinand, 7. Cristiano Ronaldo, 8. Anderson (46' → Carlos Tévez), 10. Wayne Rooney, 11. Ryan Giggs (75' → Paul Scholes), 13. Park Ji-sung (66' → Dimityr Berbatow), 15. Nemanja Vidić, 16. Michael Carrick, 22. John O’Shea; trener: Alex Ferguson |

| Liga Mistrzów UEFA 2008–09 Zwycięzcy |
| ------------------------------------ |
| Hiszpania                            |
| FC Barcelona Trzeci Tytuł            |

FC Barcelona w 2009 r. została pierwszą piłkarską drużyną w historii, która wygrała w jednym roku kalendarzowym wszystkie możliwe trofea klubowe (Ligę Hiszpańską, Puchar Króla, Ligę Mistrzów, Superpuchar Hiszpanii, Superpuchar Europy i Klubowe Mistrzostwa Świata).

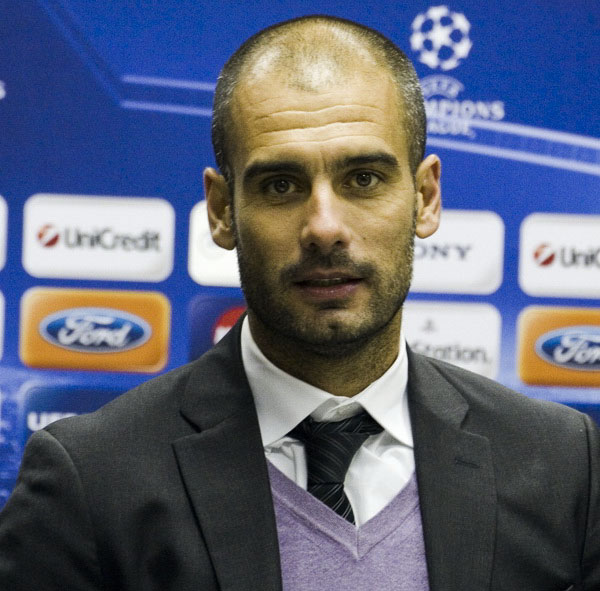
Pep Guardiola, najbardziej utytułowany trener w historii klubu

#### Sezon 2009/2010
Przed sezonem Barça oddała do Interu Mediolan Samuela Eto’o, w zamian za pieniądze i Zlatana Ibrahimovicia. Barça rozpoczęła zmagania triumfem w Superpucharze Hiszpanii, pokonując Athletic Bilbao 2:1 na San Mamés oraz 3:0 w rewanżu na Camp Nou. Następnym sukcesem drużyny prowadzonej przez Pepa Guardiolę było zdobycie Superpucharu Europy. Mecz rozegrany w Monako przeciwko Szachtarowi Donieck zakończył się wynikiem 1:0 po golu Pedro w 115. minucie. FC Barcelona zakończyła sezon ligowy 2009/10 z 99 punktami, wyprzedzając Real Madryt o trzy punkty i zdobywając mistrzostwo Hiszpanii. Blaugrana uległa w półfinale Ligi Mistrzów Interowi prowadzonemu przez José Mourinho. Dwumecz został jednak zapamiętamy przede wszystkim przez kontrowersje sędziowskie. W 2009 roku FC Barcelona zanotowała rekordowy budżet w historii klubu, wynoszący 405 milionów euro.

#### Sezon 2010/2011
Na początku sezonu 2010/11 Barcelona obroniła Superpuchar Hiszpanii pokonując w dwumeczu Sevillę (w pierwszym meczu ulegając na Estadio Ramón Sánchez Pizjuán 3:1, w drugim natomiast zwyciężając na Camp Nou 4:0). Do klubu przybyło kilku nowych zawodników: David Villa, który przeszedł z Valencii za sumę 40 mln €, Adriano z Sevillii za 9,5 mln € oraz Javier Mascherano za 22 mln € z Liverpoolu. Z zespołem, za porozumieniem stron, kontrakty rozwiązali Thierry Henry i Rafael Márquez, przechodząc do New York Red Bulls. Z kolei Yaya Touré odszedł do Manchesteru City za rekordową dla klubu sumę 36 milionów €. Zlatan Ibrahimović został wypożyczony do Milanu z opcją wykupu za 24 mln €, Dmytro Czyhrynski przeniósł się do Szachtara Donieck, Alaksandr Hleb został wypożyczony do Birmingham, a Martín Cáceres do Sevillii. Joan Laporta zakończył 5-letnią kadencję jako prezydent klubu – zastąpił go Sandro Rosell. W sezonie 2010/11 kibice byli świadkami aż czterech Klasyków w ciągu 18 dni.
29 listopada 2010 roku FC Barcelona obchodziła 111. rocznicę założenia klubu. Tego dnia Barça zagrała mecz ligowy z odwiecznym rywalem Realem Madryt i wygrała 5:0. Bramki dla gospodarzy zdobyli: Xavi, Pedro, David Villa (2x) oraz Jeffrén, którym asystowali kolejno: A. Iniesta, David Villa, Messi (2x) oraz Bojan.
11 maja 2011 Barcelona zapewniła sobie trzeci z rzędu tytuł Mistrza Hiszpanii.
28 maja na Wembley w Londynie w finale Ligi Mistrzów Barcelona pokonała prowadzony przez Fergusona Manchester United 3:1. Bramki zdobyli napastnicy: Pedro, Messi i David Villa, a asysty zaliczyło trzech pomocników: Xavi, A. Iniesta oraz Sergio Busquets.

##### Finał Ligi Mistrzów 2010/2011
| 28 maja 201120:45 CET | FC Barcelona | 3:1(1:1) | Manchester United | Stadion Wembley, Londyn Widzów: 87 695 Sędzia: Viktor Kassai |
| 28 maja 201120:45 CET | Pedro Rodríguez 27' · Lionel Messi 54' · David Villa 69' | 3:1(1:1) | Wayne Rooney 34' | Stadion Wembley, Londyn Widzów: 87 695 Sędzia: Viktor Kassai |
| 28 maja 201120:45 CET | Dani Alves 60' · Víctor Valdés 85' | 3:1(1:1) | Michael Carrick 61' · Antonio Valencia 79' | Stadion Wembley, Londyn Widzów: 87 695 Sędzia: Viktor Kassai |
| 1. Víctor Valdés, 2. Dani Alves (88' → Carles Puyol), 3. Gerard Piqué, 6. Xavi, 7. David Villa (86' → Seydou Keita), 8. Andrés Iniesta, 10. Lionel Messi, 14. Javier Mascherano, 16. Sergio Busquets, 17. Pedro (90' → Ibrahim Afellay), 22. Éric Abidal; trener: Pep Guardiola | 1. Víctor Valdés, 2. Dani Alves (88' → Carles Puyol), 3. Gerard Piqué, 6. Xavi, 7. David Villa (86' → Seydou Keita), 8. Andrés Iniesta, 10. Lionel Messi, 14. Javier Mascherano, 16. Sergio Busquets, 17. Pedro (90' → Ibrahim Afellay), 22. Éric Abidal; trener: Pep Guardiola |          | 1. Edwin van der Sar, 3. Patrice Evra, 5. Rio Ferdinand, 10. Wayne Rooney, 11. Ryan Giggs, 13. Park Ji-sung, 14. Javier Hernández 15. Nemanja Vidić, 16. Michael Carrick (77' → Paul Scholes), 20. Fábio (69' → Nani), 25. Antonio Valencia; trener: Alex Ferguson. | 1. Edwin van der Sar, 3. Patrice Evra, 5. Rio Ferdinand, 10. Wayne Rooney, 11. Ryan Giggs, 13. Park Ji-sung, 14. Javier Hernández 15. Nemanja Vidić, 16. Michael Carrick (77' → Paul Scholes), 20. Fábio (69' → Nani), 25. Antonio Valencia; trener: Alex Ferguson. |

| Liga Mistrzów UEFA 2010–11 Zwycięzcy |
| ------------------------------------ |
| Hiszpania                            |
| FC Barcelona Czwarty Tytuł           |

#### Sezon 2011/2012
Przed sezonem 2011/12 Barcelona sprowadziła Cesca Fàbregasa z Arsenalu, Alexisa Sáncheza z Udinese oraz Ibrahima Afellaya. Z klubu natomiast odeszli m.in. Zlatan Ibrahimović, Gabriel Milito i Bojan Krkić. Na początku sezonu drużyna zwyciężyła w Superpucharze Hiszpanii, po pokananiu Realu Madryt. W Superpucharze Europy FC Barcelona spotkała się z FC Porto. Na Stadionie Ludwika II w Monako Blaugrana wygrała 2:0 po golach Leo Messiego i Cesca Fàbregasa. W Klubowych Mistrzostwach Świata Barça w finale zmierzyła się z Santosem, w którym ówcześnie grał Neymar Jr. Duma Katalonii zwyciężyła 4:0. W lidze hiszpańskiej ekipa zajęła drugie miejsce, tracąc dziewięć punktów do lidera – Realu Madryt. W Lidze Mistrzów Blaugrana odpadła w półfinale, przegrywając z późniejszym triumfatorem rozgrywek, Chelsea 2:3. Zespół odniósł natomiast zwycięstwo w Pucharze Króla ogrywając 3:0 Athletic Bilbao. FC Barcelona w sezonie 2011/12 łącznie zdobyła cztery trofea. Po zakończeniu sezonu ze stanowiska trenera odszedł Pep Guardiola, a na jego następcę wybrano jego byłego asystenta Tito Vilanovę.

### 2012–2014: Czasy Tito Vilanovy i Gerardo Martino

#### Sezon 2012/2013

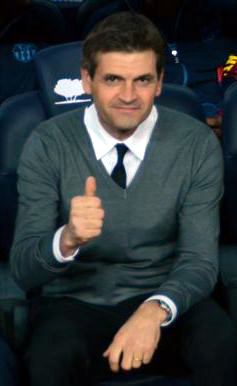
Tito Vilanova jako trener zdobył z Barceloną rekordowe 100 punktów w lidze

Po zdobyciu przez reprezentację Hiszpanii tytułu mistrza Europy 2012 szeregi Dumy Katalonii zasilił lewy obrońca Jordi Alba, który opuścił Valencię CF. Ponadto sprowadzono Alexa Songa z Arsenalu. Z klubu odszedł Seydou Keita, a wypożyczeni zostali: Ibrahim Afellay, Andreu Fontàs i Isaac Cuenca. Przez pewien czas w drugiej części sezonu zespół prowadził asystent Jordi Roura, ponieważ u Tito Vilanovy stwierdzono nawrót choroby nowotworowej, z którą walczył w USA. W końcówce sezonu Vilanova wrócił jednak do pracy. W Pucharze Króla Hiszpanii zespół Barcelony dotarł do półfinału, gdzie uległ Realowi Madryt 2:4. W superpucharze Hiszpanii Blaugrana również została pokonana przez Real Madryt. Znacznie lepiej Katalończykom poszło w La Lidze, gdzie po zakończeniu rundy jesiennej wszystko było już przesądzone. Ostatecznie FC Barcelona zdobyła tytuł z piętnastopunktową przewagą nad Królewskimi, zdobywając 100 punktów i tym samym wyrównując rekord ligi. Ligę Mistrzów zespół zakończył w półfinale, przegrywając z Bayernem Monachium 0:4 i 0:3.

#### Sezon 2013/2014

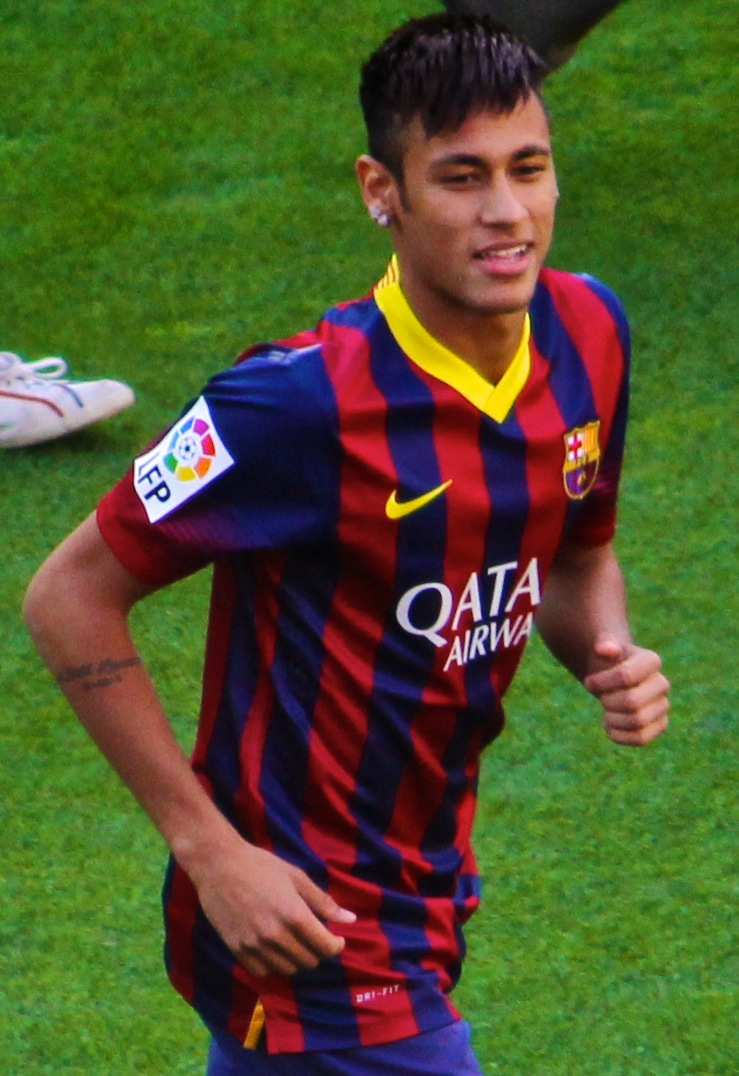
Neymar w koszulce FC Barcelona

W lipcu 2013 r. do klubu za 57 mln € z Santosu został sprowadzony Neymar. Barwy Blaugrany na Atlético Madryt zamienił David Villa. Ponadto klub opuścił Éric Abidal, z którym nie przedłużono kontraktu. 1 czerwca odbyło się oficjalne pożegnanie Francuza, na którym wręczono mu pamiątkową koszulkę Barcelony. Dodatkowo z zespołem rozstał się Thiago Alcântara, który za 25 mln € przeniósł się do Bayernu Monachium. 19 lipca podczas konferencji prasowej ogłoszono, że Tito Vilanova odchodzi ze stanowiska, ponieważ znów nastąpił nawrót choroby nowotworowej, na którą cierpiał, a jej leczenie nie pozwoli mu na dalsze prowadzenie zespołu. W wyniku odejścia Tito Vilanovy FC Barcelona przesunęła towarzyski mecz z Lechią Gdańsk. Tymczasowym trenerem klubu został były asystent Hiszpana Jordi Roura, który poprowadził zespół w towarzyskim meczu przeciwko Bayernowi Monachium. Spotkanie zakończyło się porażką 0:2. 23 lipca ogłoszono nowego trenera zespołu. Został nim Argentyńczyk Gerardo Martino. Trzy dni później odbyła się jego pierwsza oficjalna konferencja prasowa w roli trenera Barçy, a 27 lipca – pierwszy mecz towarzyski pod wodzą Argentyńczyka, w którym FC Barcelona pokonała Vålerenga Fotball 7:0. Przełożony mecz z Lechią Gdańsk odbył się 30 lipca 2013 roku na PGE Arenie. Barça zremisowała z polską drużyną 2:2. W roli menadżera zespołu wystąpił Hiszpan Jordi Roura, ponieważ trener Martino postanowił zostać w stolicy Katalonii i popracować z piłkarzami, którzy wrócili z przedłużonych urlopów po Pucharze Konfederacji. Kilkanaście dni później Barcelona zdobyła trofeum Joana Gampera, gromiąc w spotkaniu 8:0 brazylijski Santos FC. Tym razem na ławce trenerskiej zasiadł już Argentyńczyk. Kolejnym etapem przygotowującym do sezonu było tournée po Azji. W pierwszym spotkaniu zespół Barçy rozgromił 7:1 reprezentację Tajlandii. W kolejnym meczu Barcelona wygrała 3:1 z reprezentacją Malezji. W sierpniu Azulgrana wywalczyła Superpuchar Hiszpanii pokonując w dwumeczu Atlético Madryt.
W kwietniu 2014 FIFA ukarała klub, nakładając zakaz transferowy na najbliższe dwa okienka. Powodem było domniemane złamanie przepisów dotyczących pozyskiwania zawodników poniżej osiemnastego roku życia, jednakże 23 kwietnia kara została zawieszona.
Sezon 2013/2014 Barcelona zakończyła z Superpucharem Hiszpanii na koncie. Gerardo Martino na konferencji prasowej po meczu ligowym z Atlético Madryt poinformował, że na mocy porozumienia z klubem nie jest już trenerem Barcelony. 15 maja 2014 roku Carles Puyol na specjalne zwołanej konferencji prasowej ogłosił, iż kończy karierę piłkarską. W maju 2014 roku karierę zakończył także bramkarz José Manuel Pinto.

### 2014–2017: Luis Enrique i MSN

#### Sezon 2014/2015

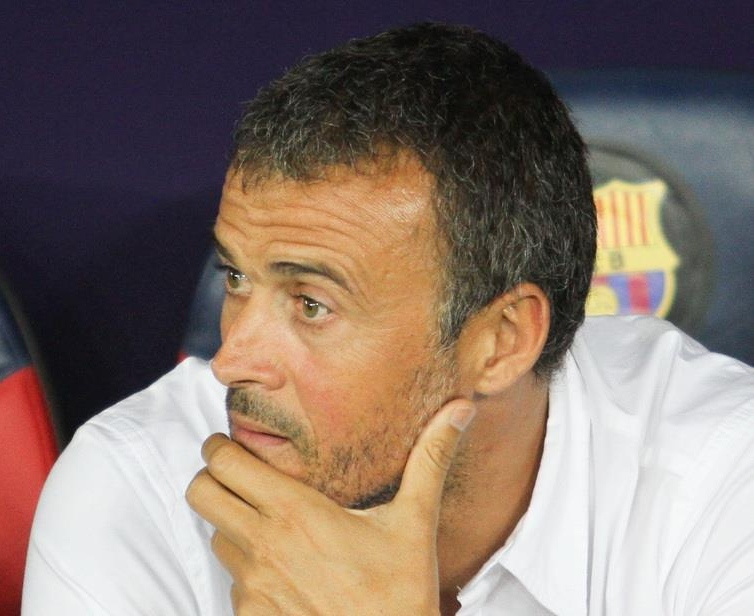
Luis Enrique jako trener zdobył z Barceloną 9 trofeów w ciągu 3 sezonów

19 maja 2014 klub poinformował, że w sezonie 2014/2015 nowym szkoleniowcem męskiej drużyny Blaugrany zostanie Luis Enrique. Były gracz Barçy podpisał z klubem dwuletni kontrakt. Tego samego dnia klub potwierdził zakup z Borussii Mönchengladbach nowego bramkarza – Marca-André ter Stegena. Kilkanaście dni później ogłoszono, że z Dumą Katalonii kontrakt podpisze Ivan Rakitić. Barça zapłaciła za niego Sevilli 20 mln euro. Chorwacki pomocnik miał zastąpić Cesca Fàbregasa, który przeniósł się do londyńskiej Chelsea. 25 czerwca 2014 r. Barcelona dokonała kolejnego wzmocnienia. Z klubem czteroletni kontrakt podpisał Chilijczyk, bramkarz Claudio Bravo. Real Sociedad otrzymał za niego 12 mln euro. Do pierwszego zespołu została włączona czwórka graczy Barçy B: Jordi Masip, Gerard Deulofeu, Denis Suárez oraz Rafinha. 9 lipca klub poinformował o odejściu Jonathana dos Santosa do Villarealu za kwotę 2 mln euro. Dzień później rozwiązano kontrakt z Isaakiem Cuencą. 11 lipca 2014 r. na Camp Nou z Liverpoolu został sprowadzony Luis Suárez za sumę 81 mln euro. Miał on zastąpić Alexisa Sancheza, który przeniósł się do Arsenalu. Tego samego dnia FC Barcelona poinformowała również o odejściu z zespołu dotychczasowego trzeciego bramkarza Oiera. Piłkarz przeniósł się do Granady. Pod koniec lipca do zespołu dołączył francuski obrońca Jérémy Mathieu, który podpisał czteroletni kontrakt. Valencia CF otrzymała za niego od Dumy Katalonii 20 mln euro. 8 sierpnia 2014 klub ogłosił pozyskanie z Arsenalu belgijskiego obrońcy Arsenalu Thomasa Vermaelena. Na wypożyczenie do Sevilli odeszli Denis Suárez i Gerard Deulofeu.
17 maja 2015 Barcelona po roku przerwy odzyskała mistrzostwo kraju, wygrywając w 37. kolejce na wyjeździe z Atlético Madryt 1:0, po golu Leo Messiego. To dwudziesty trzeci taki tytuł w historii klubu. Niedługo później Barça wygrała Puchar Króla, wygrywając w finale na Camp Nou z Athletic Bilbao 3:1. Jeden z goli strzelonych w tym meczu przez Messiego został zdobyty po niesamowitej akcji indywidualnej. 6 czerwca 2015 r. FC Barcelona pokonała Juventus również 3:1 na Stadionie Olimpijskim w Berlinie i wygrała Ligę Mistrzów. Zwycięstwo z Mistrzem Włoch dało Blaugranie drugi tryplet w historii.

##### Finał Ligi Mistrzów 2014/2015
| 6 czerwca 201520:45 CET | Juventus F.C. | 1:3(0:1) | FC Barcelona | Olympiastadion, Berlin Widzów: 70 500 Sędzia: Cüneyt Çakır |
| 6 czerwca 201520:45 CET | Álvaro Morata 55' | 1:3(0:1) | Ivan Rakitić 4' · Luis Suárez 68' · Neymar 90+7' | Olympiastadion, Berlin Widzów: 70 500 Sędzia: Cüneyt Çakır |
| 1. Gianluigi Buffon, 6. Paul Pogba, 8. Claudio Marchisio, 9. Álvaro Morata (85' → Fernando Llorente), 10. Carlos Tévez, 15. Andrea Barzagli, 19. Leonardo Bonucci, 21. Andrea Pirlo, 23. Arturo Vidal (79' → Roberto Pereyra), 26. Stephan Lichtsteiner, 33. Patrice Evra (89' → Kingsley Coman); trener: Massimiliano Allegri | 1. Gianluigi Buffon, 6. Paul Pogba, 8. Claudio Marchisio, 9. Álvaro Morata (85' → Fernando Llorente), 10. Carlos Tévez, 15. Andrea Barzagli, 19. Leonardo Bonucci, 21. Andrea Pirlo, 23. Arturo Vidal (79' → Roberto Pereyra), 26. Stephan Lichtsteiner, 33. Patrice Evra (89' → Kingsley Coman); trener: Massimiliano Allegri |          | 1. Marc-André ter Stegen, 3. Gerard Piqué, 4. Ivan Rakitić (90+1' → Jérémy Mathieu), 5. Sergio Busquets, 8. Andrés Iniesta (77' → Xavi), 9. Luis Suárez (90+6' → Pedro), 10. Lionel Messi 11. Neymar, 14. Javier Mascherano, 18. Jordi Alba, 22. Dani Alves; trener: Luis Enrique | 1. Marc-André ter Stegen, 3. Gerard Piqué, 4. Ivan Rakitić (90+1' → Jérémy Mathieu), 5. Sergio Busquets, 8. Andrés Iniesta (77' → Xavi), 9. Luis Suárez (90+6' → Pedro), 10. Lionel Messi 11. Neymar, 14. Javier Mascherano, 18. Jordi Alba, 22. Dani Alves; trener: Luis Enrique |

| Liga Mistrzów UEFA 2014–15 Zwycięzcy |
| ------------------------------------ |
| Hiszpania                            |
| FC Barcelona Piąty Tytuł             |

#### Sezon 2015/2016

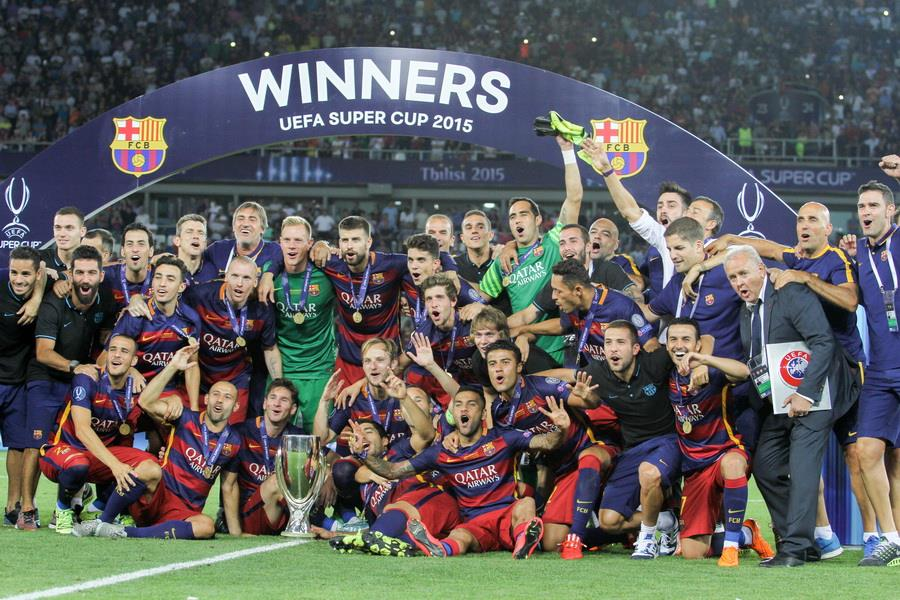
Piłkarze oraz członkowie sztabu szkoleniowego FC Barcelony świętujący zdobycie Superpucharu Europy 2015

W pierwszym meczu sezonu Barça wygrała po dogrywce z Sevillą 5:4 w Superpucharze Europy. 14 i 17 sierpnia drużyna Barcelony przegrała dwumecz z Athletic Bilbao 1:5 w Superpucharze Hiszpanii. Jeśli chodzi o wzmocnienia, to klub zakontraktował Ardę Turana z Atlético Madryt i Aleixa Vidala z Sevilli. Obaj jednak mogli grać w nowej drużynie dopiero od 4 stycznia 2016, gdyż Barcę obowiązywał zakaz transferowy. Z Barcą pożegnali się Xavi, który przeszedł do Al Sadd, Gerard Deulofeu, który wybrał ofertę Evertonu, Martín Montoya, który związał się z Interem Mediolan i Pedro Rodriguez, który przeszedł do Chelsea. 20 grudnia 2015 r. Barcelona wygrała Klubowe Mistrzostwa Świata, pokonując w finale argentyński klub River Plate 3-0. 6 stycznia 2016 r. w meczu pucharu Króla Hiszpanii z RCD Espanyol zadebiutowali nowe nabytki Barcelony: Arda Turan i Aleix Vidal. 23 stycznia 2016r Barça ogłosiła, że wypożyczenie Cristiana Tello do FC Porto zostaje przerwane, ale zawodnik pójdzie na wypożyczenie do włoskiej Fiorentiny do końca sezonu. 1 lutego 2016 klub ogłosił porozumienie z Realem Betis w sprawie wypożyczenia Martína Montoi do 30 czerwca 2016 roku. Tym samym poprzednia umowa wypożyczenia piłkarza do Interu Mediolan została anulowana.
13 kwietnia 2016 r. Barcelona odpadła z Ligi Mistrzów przegrywając z Atlético Madryt w ćwierćfinale. 14 maja 2016 r. FC Barcelona obroniła tytuł Mistrza Hiszpanii w ostatniej kolejce Primera División pokonując Granadę CF 3-0. Tytuł króla strzelców tych rozgrywek z 40 golami na koncie zdobył Luis Suárez i tym samym stał się również zdobywcą Złotego Buta. 22 maja 2016 roku FC Barcelona zdobyła Puchar Króla Hiszpanii pokonując w finale Sevillę FC 2:0 po dogrywce, po bramkach Jordiego Alby i Neymara. Tym samym Barça zakończyła sezon z krajowym dubletem.

#### Sezon 2016/2017

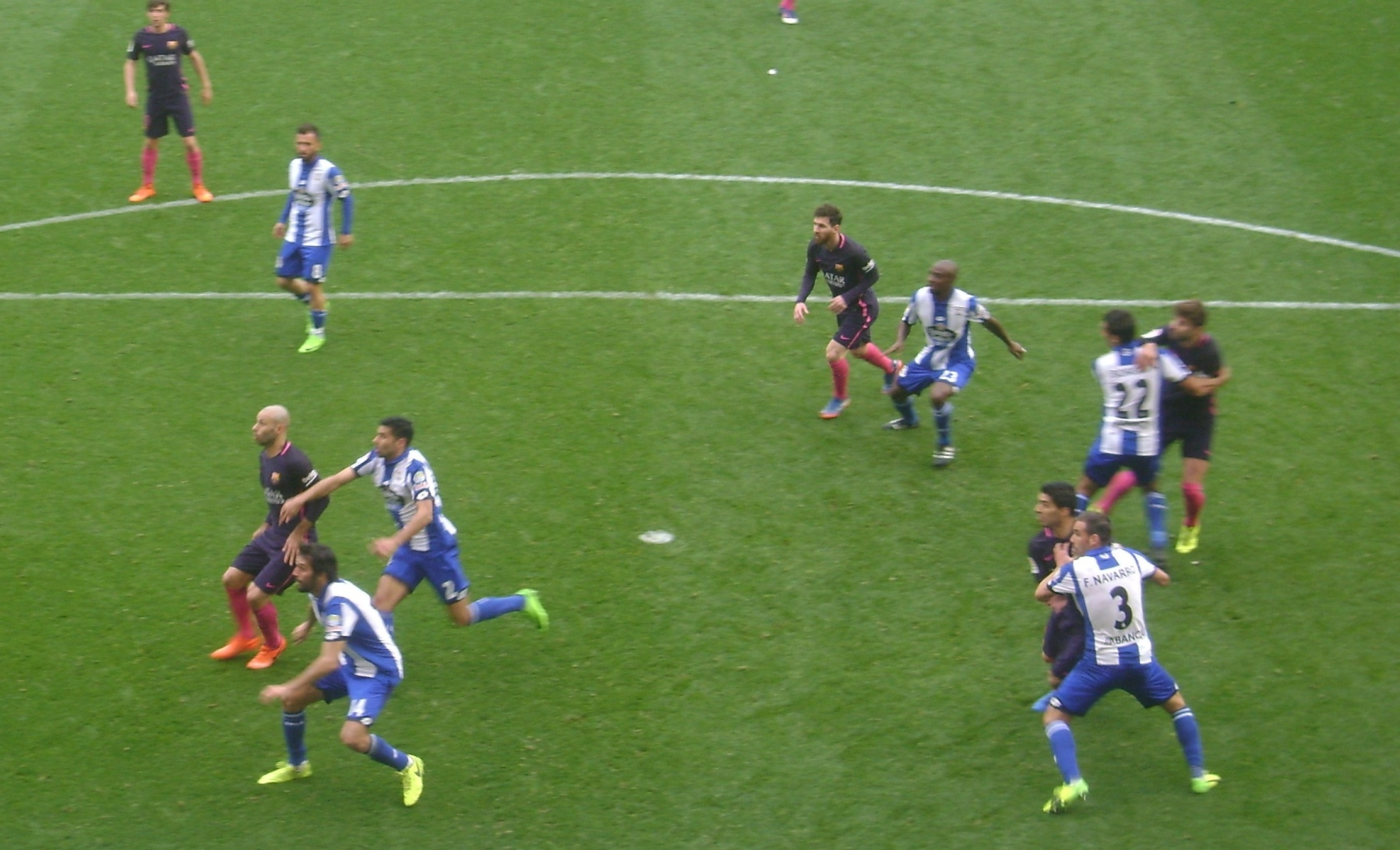
mecz Deportivo La Coruña vs FC Barcelona w sezonie 2016/17

Sezon 2016/2017 FC Barcelona zaczęła od wzmocnień zespołu. Pierwszym wzmocnieniem był Denis Suárez, który został odkupiony z Villarrealu za 3,25 mln euro. Następnie Barcelona kupiła Lucasa Digne z Paris Saint-Germain za 16 mln € + 4 mln € zmiennych. Kolejnym wzmocnieniem było kupienie Samuela Umtitiego z Olympique Lyon za 25 mln euro. Barcelona zakontraktowała również André Gomesa z Valencii za 35 mln € + 20 mln € zmiennych. Pod koniec okienka transferowego Barça kupiła również Jaspera Cillessena z Ajaxu Amsterdam za 13 mln € + 2 mln € zmiennych. Ostatnim wzmocnieniem zespołu w letnim okienku transferowym było sprowadzenie z Valencii Paco Alcácera za 30 mln euro. Z klubem pożegnali się za to Dani Alves, który przeszedł do Juventusu Turyn, Marc Bartra, który wybrał ofertę Borussii Dortmund, Alex Song, który został zakontraktowany przez Rubin Kazań, Alen Halilović, który przeszedł do Hamburger SV, Sandro Ramírez, który wybrał Malagę, Adriano Correia, który został kupiony przez Beşiktaş JK, Martín Montoya, który przeszedł do Valencii, Claudio Bravo, który przeniósł się do Manchesteru City, Thomas Vermaelen, który został wypożyczony na sezon do AS Romy, Cristian Tello, który odszedł ponownie na roczne wypożyczenie do Fiorentiny, Sergi Samper, który przeszedł na wypożyczenie do Granady na sezon, Douglas, który odszedł na roczne wypożyczenie do Sportingu Gijón, oraz Munir El Haddadi, który postanowił odejść na roczne wypożyczenie do Valencii. 14 sierpnia 2016 roku w pierwszym oficjalnym meczu sezonu FC Barcelona pokonała Sevillę 2:0 po bramkach Luisa Suáreza i Munira El Haddadiego w pierwszym meczu o Superpuchar Hiszpanii. 17 sierpnia 2016 roku FC Barcelona zdobyła Superpuchar Hiszpanii, pokonując w rewanżowym meczu Sevillę FC 3:0 (5:0 w dwumeczu) po dwóch bramkach Ardy Turana i po jednej bramce Lionela Messiego. Był to 12 tytuł Barcelony w tych rozgrywkach. 8 marca 2017 roku FC Barcelona dokonała historycznej rzeczy pokonując swojego rywala Paris Saint-Germain wynikiem 6:1 w 1/8 finału Ligi Mistrzów UEFA, pomimo że w pierwszym meczów przegrała aż 0:4. 19 kwietnia 2017 roku Barcelona odpadła z Ligi Mistrzów w ćwierćfinale przegrywając z Juventusem Turyn 0:3 w dwumeczu (0:3 w pierwszym meczu i 0:0 w rewanżu). 21 maja 2017 roku FC Barcelona przegrała walkę o Mistrzostwo Hiszpanii z Realem Madryt. Ostatecznie w lidze Barcelona zajęła drugie miejsce z 90 punktami na koncie tracąc do Mistrza 3 punkty. Lionel Messi zdobył tytuł króla strzelców ligi oraz Złoty But z 37 bramkami na koncie. 27 maja 2017 roku FC Barcelona zdobyła po raz 29 w historii Puchar Króla, który okazał się drugim trofeum (po Superpucharze Hiszpanii), dla Barcelony w sezonie 2016/17. W finale Pucharu Króla FC Barcelona pokonała Deportivo Alavés 3:1 po bramkach Lionela Messiego, Neymara i Paco Alcácera. Trener FC Barcelony Luis Enrique zdecydował się nie przedłużać kontraktu i odszedł wraz z końcem sezonu po trzech latach pracy, podczas których poprowadził Barcelonę do 9 trofeów, co czyni go jednym z najbardziej utytułowanych trenerów w historii klubu. Nowym trenerem został Ernesto Valverde.

### 2017–2020: Czasy Ernesto Valverde i Quique Setiéna

#### Sezon 2017/2018
Przed sezonem 2017/18 FC Barcelona sprowadziła Gerarda Deulofeu, którego odkupiła z Evertonu za 12 mln euro, Marlona Santosa, którego wykupiła z Fluminense FC za 5 mln euro, Nélsona Semedo, który został kupiony z Benfiki Lizbona za 30 mln € + 5 mln zmiennych, Paulinho, który został kupiony z Guangzhou Evergrande za 40 mln euro oraz Ousmane Dembélé, który został kupiony z Borussii Dortmund za 105 mln € + zmienne i tym samym stał się on najdrożej kupionym piłkarzem w historii klubu. Z klubu odeszli za to: Jordi Masip, który na zasadzie wolnego transferu odszedł do Realu Valladolid (skończył mu się kontrakt z Barceloną), Jeremy Mathieu, który również odszedł na zasadzie wolnego transferu do Sportingu (Barcelona rozwiązała z nim kontrakt), Cristian Tello, który odszedł do Realu Betis za 4 mln euro, Neymar, który odszedł do Paris Saint-Germain za rekordowe 222 mln € co stanowi najdroższy transfer w historii piłki nożnej, Sergi Samper, który odszedł na roczne wypożyczenie do UD Las Palmas, Marlon Santos, który odszedł na dwuletnie wypożyczenie do OGC Nice, Douglas, który odszedł na roczne wypożyczenie do Benfiki Lizbona oraz Munir El Haddadi, który odszedł na roczne wypożyczenie do Deportivo Alavés. 13 sierpnia 2017 roku w pierwszym oficjalnym meczu w sezonie Barcelona przegrała 1:3 z Realem Madryt w pierwszym meczu o Superpuchar Hiszpanii a jedyną bramkę dla Barcelony w tym meczu zdobył Lionel Messi. 16 sierpnia 2017 roku FC Barcelona straciła szanse na pierwsze w sezonie trofeum. W rewanżowym meczu o Superpuchar Hiszpanii przegrała z Realem Madryt 0:2 (w dwumeczu 1:5) i musiała tym razem uznać wyższość swojego największego rywala. W styczniu 2018 roku FC Barcelona również przeprowadziła kilka transferów. Podczas zimowego okienka transferowego do zespołu dołączył Philippe Coutinho, który został kupiony z Liverpoolu za 120 mln € + 40 mln zmiennych i tym samym stał się on najdrożej kupionym piłkarzem w historii klubu. Zespół wzmocnił także Yerry Mina, który został kupiony z SE Palmeiras za 11,8 mln euro. O pół roku wcześniej z powodu poważnej kontuzji z wypożyczenia wrócił Sergi Samper. Zimą 2018 r. zespół opuścili: Arda Turan, który przeniósł się na 2,5-letnie wypożyczenie do İstanbul Başakşehir, Rafinha, który udał się na półroczne wypożyczenie do Interu Mediolan, Javier Mascherano, który przeszedł do Hebei China Fortune za 5,5 mln euro oraz Gerard Deulofeu, który odszedł na półroczne wypożyczenie do Watfordu. 10 kwietnia 2018 roku FC Barcelona odpadła z Ligi Mistrzów w 1/4 finału po porażce z AS Romą 0:3 (4:4 w dwumeczu, Roma awansowała dzięki bramce strzelonej na wyjeździe) i tym samym zakończyła udział w tych rozgrywkach na ćwierćfinale już trzeci sezon z rzędu. 21 kwietnia 2018 roku FC Barcelona zdobyła pierwsze oficjalne trofeum w sezonie 2017/18. Był to Puchar Króla, który Blaugrana zdobyła po raz 30. w historii i 4. z rzędu. W finale rozgrywanym na Wanda Metropolitano w Madrycie Barcelona rozgromiła Sevillę FC 5:0 po dwóch bramkach Luisa Suáreza i po jednej bramce Lionela Messiego, Andrésa Iniesty oraz Philippe Coutinho. 29 kwietnia 2018 r. FC Barcelona po raz 25. w historii zdobyła Mistrzostwo Hiszpanii na 4 mecze przed końcem sezonu. Tym samym Barcelona zakończyła sezon 2017/18 z krajowym dubletem. Koniec sezonu oznaczał za to pożegnanie legendy FC Barcelony, kapitana zespołu Andrésa Iniesty, który zdecydował się na odejście do Vissel Kobe po 22 latach spędzonych w klubie, w tym po 16 w pierwszym zespole.

#### Sezon 2018/2019
Przed sezonem 2018/19 FC Barcelona dokonała kilka transferów. W ramach nich do zespołu dołączyli: Arthur Melo, który przyszedł z Grêmio Porto Alegre za 31 milionów € + 9 milionów zmiennych, Clément Lenglet, który przeniósł się z Sevilli FC za 36 milionów euro, Malcom, który odszedł z Girondins Bordeaux za 41 milionów euro oraz Arturo Vidal, który przeszedł z Bayernu Monachium za 25 milionów euro. Ponadto z zespołu rezerw awansował Carles Aleñá. Zespół natomiast definitywnie opuścili: Gerard Deulofeu, który został wykupiony przez Watford za 13 milionów euro, Andrés Iniesta, który odszedł na zasadzie wolnego transferu do Vissel Kobe, Lucas Digne, który odszedł do Evertonu za 20 milionów euro, Aleix Vidal, który przeszedł do Sevilli FC za 8,5 miliona euro, Yerry Mina, który zasilił szeregi Evertonu za 30 milionów € oraz Marlon Santos, który odszedł do US Sassuolo za 6 milionów euro. Na roczne wypożyczenia udali się za to: Adrián Ortolá do Deportivo La Coruña, Douglas do Sivassporu, André Gomes do Evertonu, Paulinho do Guangzhou Evergrande oraz Paco Alcácer do Borussii Dortmund. 12 sierpnia 2018 roku, w pierwszym oficjalnym meczu sezonu FC Barcelona pokonała w meczu o Superpuchar Hiszpanii drużynę Sevilli FC 2:1 po bramkach Gerarda Piqué i Ousmane’a Dembélé. Tym samym Barcelona zdobyła swoje pierwsze trofeum w sezonie 2018/19. Był to 13. tytuł Barcelony w Superpucharze Hiszpanii. W zimowym oknie transferowym, na zasadzie półrocznego wypożyczenia, do klubu dołączyli Jeison Murillo z Valencii CF oraz Kevin-Prince Boateng z US Sassuolo. Na zasadzie definitywnego transferu do klubu dołączył również Jean-Clair Todibo kupiony z Toulouse FC za milion euro. W styczniu zespół definitywnie opuścił Munir El Haddadi, który przeszedł do Sevilli FC za 1,05 miliona euro. Natomiast Guangzhou Evergrande wykupił dotychczas wypożyczonego Paulinho. Na podobny ruch zdecydowała się także Borussia Dortmund, w przypadku Paco Alcácera. Na półroczne wypożyczenie do Arsenalu udał się Denis Suárez. W marcu kontrakt z klubem rozwiązał Sergi Samper, który następnie zasilił Vissel Kobe. 27 kwietnia 2019 roku po zwycięstwie 1:0 nad Levante UD Blaugrana obroniła tytuł mistrzowski na 3 kolejki przed końcem rozgrywek Primera División. Był to 26 tytuł Mistrzowski w historii klubu. 7 maja 2019 w rewanżowym meczu półfinału Ligi Mistrzów, Barcelona przegrała 0:4 z Liverpoolem i pomimo zwycięstwa w pierwszym meczu 3:0, odpadła z rozgrywek, nie grając w finale Champions League 4 sezon z rzędu. 25 maja 2019 w finale Pucharu Króla, rozgrywanym na stadionie Estadio Benito Villamarín w Sewilli, Barcelona uległa Valencii CF 1:2 i po raz pierwszy od sezonu 2013/14 nie zdołała wygrać tych rozgrywek. Barcelona zakończyła sezon z Superpucharem i Mistrzostwem Hiszpanii na koncie.

#### Sezon 2019/2020
Przed sezonem 2019/20 FC Barcelona dokonała kilku modyfikacji w składzie. W ramach nich do klubu dołączyli: Frenkie de Jong, który przeszedł z Ajaksu Amsterdam za 75 milionów € + 11 milionów zmiennych, Neto, który przeniósł się z Valencii CF za 26 milionów € + 9 milionów zmiennych, Antoine Griezmann, który odszedł z Atlético Madryt za 120 milionów euro oraz Junior Firpo, który przeszedł z Realu Betis za 18 milionów € + 12 milionów € zmiennych. Z zespołu rezerw do pierwszej drużyny awansował także Moussa Wagué. Definitywnie zespół opuścili natomiast: Marc Cardona, który przeniósł się do CA Osasuna za 2,5 miliona euro, André Gomes, który został wykupiony przez Everton za 25 milionów € + 4 miliony zmiennych, Denis Suárez, który odszedł do Celty Vigo za 12,9 miliona € + 3,1 miliona zmiennych, Thomas Vermaelen, który na zasadzie wolnego transferu przeszedł do Vissel Kobe, Douglas, który na zasadzie wolnego transferu przeniósł się do Beşiktaş JK, Jasper Cillessen, który odszedł do Valencii CF za 35 milionów euro, Sergi Palencia, który przeszedł do AS Saint-Étienne za 2 miliony € + 1 milion € zmiennych, Adrián Ortolá, który na zasadzie wolnego transferu przeniósł się do CD Tenerife oraz Malcom, który odszedł do Zenitu Petersburg za 40 milionów € + 5 milionów zmiennych. Z klubu odeszli także dotychczas wypożyczeni do klubu Kevin-Prince Boateng oraz Jeison Murillo. Na roczne wypożyczenie udali się natomiast: Marc Cucurella do Getafe CF oraz Philippe Coutinho do Bayernu Monachium. Barcelona oficjalny sezon rozpoczęła od 1 kolejki ligowej 16 sierpnia 2019, kiedy to zmierzyła się z Athletikiem Bilbao. Blaugrana przegrała ostatecznie 0:1. 13 stycznia 2020 roku po złej postawie drużyny w ligowym spotkaniu z Espanyolem (2:2) i porażce w półfinale Superpucharu Hiszpanii z Atlético Madryt zarząd klubu podjął decyzję o zwolnieniu trenera Ernesto Valverde. Jego miejsce zajął 61-letni Quique Setién. Była to pierwsza zmiana trenera Barcy, w trakcie sezonu, od 2003 roku. 6 lutego Barcelona odpadła z Pucharu Króla po porażce 0:1 z Athletikiem Bilbao w ćwierćfinale tego turnieju. W marcu 2020 z powodu pandemii COVID-19 zostały zawieszone wszystkie rozgrywki, w których Barcelona brała udział. La Liga została wznowiona 11 czerwca. 16 lipca, po porażce 1:2 z CA Osasuna, Barcelona straciła ostatecznie szansę na obronę tytułu Mistrzów Hiszpanii. Ostatecznie zajęła drugie miejsce ze stratą 5 punktów do Realu Madryt. 14 sierpnia 2020 roku FC Barcelona odpadła także z Ligi Mistrzów po porażce z Bayernem Monachium w ćwierćfinale wyjątkowo przyspieszonego turnieju finałowego (od ćwierćfinału odbywały się jedynie pojedyncze mecze zamiast dwumeczów, z powodu konieczności szybkiego dokończenia turnieju). 17 sierpnia 2020 na zebraniu zarządu zapadła decyzja że Quique Setién zostanie zwolniony z posady trenera, z powodu słabych wyników zespołu w sezonie, który zakończył się bez ani jednego oficjalnego trofeum, po raz pierwszy od sezonu 2007/08.

### 2020-2024: Czas zmian – powrót Laporty i Xaviego, odejście Messiego

#### Sezon 2020/2021
19 sierpnia 2020 FC Barcelona poinformowała, że nowym trenerem zespołu został Ronald Koeman, były piłkarz klubu. Jego asystentami zostali Alfred Schreuder, a także były piłkarz zespołu Henrik Larsson. Jeszcze przed zakończeniem poprzedniego, wyjątkowo wydłużonego sezonu, Barcelona dokonała kilku transferów. W ramach nich do zespołu dołączyli: Pedri, Matheus Fernandes, Francisco Trincão oraz Miralem Pjanić. Z wypożyczeń do zespołu wrócili: Juan Miranda, Jean-Clair Todibo, Moussa Wagué, Oriol Busquets, Carles Aleñá, Marc Cucurella, Carles Pérez oraz Rafinha. Zespół definitywnie opuścili natomiast: Marc Cucurella, Arthur Melo, Carles Pérez oraz Arda Turan. 28 października 2020 roku zarząd klubu, na czele z prezydentem Josepem Marią Bartomeu, podał się do dymisji. 7 marca nowym prezesem Barçy został Joan Laporta. 17 kwietnia Barcelona zdobyła Copa del Rey, pokonując w finale Athletic Club Bilbao 4:0.

#### Sezon 2021/2022
31 maja 2021 r. klub poinformował o podpisaniu kontraktu z Sergio Agüero, 1 czerwca piłkarzem Barcelony został Eric García, 2 czerwca do składu dołączył Emerson Royal, 19 czerwca piłkarzem Dumy Katalonii został Memphis Depay. Z klubu odeszli natomiast: Juan Miranda (do Realu Betis), Jean-Clair Todibo (OGC Nice), Matheus Fernandes (rozwiązanie kontraktu), Lionel Messi (koniec kontraktu), Francisco Trincão (wypożyczenie do Wolverhampton), Junior Firpo (Leeds United) oraz Carles Aleñá (Getafe). Rozpoczęcie presezonu nastąpiło 10 czerwca 2021 r. 27 października po porażce z Rayo Vallecano 0:1 oraz złym początku sezonu (po 11 kolejkach ligowych Barcelona zajmowała 9 pozycję w tabeli) podjęto decyzję o zwolnieniu trenera Ronalda Koemana, a 28 października tymczasowym trenerem został szkoleniowiec FC Barcelony B Sergi Barjuan.
5 listopada nowym trenerem Barçy został jej były piłkarz – Xavi. 15 grudnia argentyński napastnik drużyny Sergio Agüero ogłosił zakończenie kariery zawodniczej z powodu problemów kardiologicznych. 19 grudnia podczas referendum przeprowadzonego po raz pierwszy online socis ratyfikowali decyzję podjętą podczas Zgromadzenia Socios Compromisarios, a tym samym wyrazili zgodę na realizację przedstawionego przez zarząd Joana Laporty finansowania (kredyt w wysokości 1,5 mld € udzielony przez Goldman Sachs) projektu Espai Barça, celem którego jest m.in. modernizacja stadionu piłkarskiego Camp Nou. 28 grudnia 2021 r. klub ogłosił transfer z Manchesteru City Ferrana Torresa – piłkarz podpisał kontrakt z Dumą Katalonii do 2027 roku. 20 marca 2022 r. Barcelona pokonała w ligowym spotkaniu na Estadio Santiago Bernabeu Real Madryt 4:0, po bramkach Aubameyanga (2x), Araujo i Ferrana Torresa.

#### Sezon 2022/2023
W trakcie letniego okna transferowego do klubu dołączyli, w ramach wolnych transferów: Andreas Christensen i Marcos Alonso z Chelsea, Franck Kessié z Milanu i Héctor Bellerín z Arsenalu. Barcelona sprowadziła także: Roberta Lewandowskiego z Bayernu za 45 mln euro, przez co napastnik stał się pierwszym Polakiem grającym dla FCB), Julesa Koundé z Sevilli za 50 mln euro oraz Raphinhę z Leeds za 58 mln euro. Zespół definitywnie opuścili natomiast: Philippe Coutinho, który przeszedł do Aston Villi za 20 milionów euro i Pierre-Emerick Aubameyang (do Chelsea za 12 mln euro), oraz w ramach darmowych transferów: Riqui Puig (do LA Galaxy), Óscar Mingueza (do Celty), Neto (do Bournemouth), Rey Manaj (do Watfordu), Moussa Wagué (do HNK Gorica), Dani Alves (do Pumas), Martin Braithwaite (do Espanyolu) i Miralem Pjanić (do Nadi asz-Szarika). Na roczne wypożyczenia udali się natomiast: Clément Lenglet do Tottenhamu, Francisco Trincão do Sportingu, Nico González do Valencii, Álex Collado do Elche, Samuel Umtiti do Lecce, Sergiño Dest do Milanu oraz Abde Ezzalzouli do Osasuny.
15 stycznia 2023 roku FC Barcelona sięgnęła po pierwsze trofeum pod wodzą Xaviego. Blaugrana pokonała w finale Superpucharu Hiszpanii Real Madryt 3:1. Bramki dla zwycięzców zdobyli Gavi, Lewandowski i Pedri, natomiast dla Królewskich strzelił Benzema.
29 kwietnia 2023 r. w meczu z Betisem na boisku pojawił się Lamine Yamal, który w wieku 15 lat, 9 miesięcy i 16 dni stał się najmłodszym debiutantem w historii klubu.
14 maja 2023 roku Barça pokonała Espanyol 4:2, czym zapewniła sobie mistrzostwo Hiszpanii.

#### Sezon 2023/2024
29 listopada 2023 r. zaprezentowano odświeżoną wersję hymnu FC Barcelony oraz logo upamiętniające 125-lecie klubu.
27 stycznia Xavi Hernández ogłosił, że wraz z końcem sezonu zakończy pracę na stanowisku trenera pierwszej drużyny piłkarskiej.
12 marca 2024 r. Barcelona pokonała 3-1 Napoli w rewanżowym meczu 1/8 finału Ligi Mistrzów i po raz pierwszy od sezonu 2019/20 awansowała do ćwierćfinału tych rozgrywek. 29 maja 2024 ogłoszono, że nowym trenerem został Hansi Flick.

### Od 2024: Era Hansiego Flicka

#### Sezon 2024/2025
12 stycznia 2025 r. Barcelona zdobyła swój 15. Superpuchar Hiszpanii po pokonaniu w finale 5:2 Realu Madryt. 26 kwietnia natomiast zespół po raz 32. zwyciężył z rozgrywkach Copa del Rey. W finale tych rozgrywek po dogrywce pokonał Real Madryt 3:2. 15 maja, dzięki pokonaniu 2:0 Espanyolu w meczu wyjazdowym w 36. kolejce LaLigi, Barcelona po raz 28. zdobyła mistrzostwo Hiszpanii. To drugi krajowy tryplet w historii klubu po sezonie 1952/53, gdy zespół poza ligą i pucharem wygrał także Copa Eva Duarte (poprzednik Superpucharu Hiszpanii). 

### Trofea międzynarodowe
| \| \| Zdobyte trofea w rozgrywkach międzynarodowych (stan na: 20-12-2015) \| |                                                                     |            |                              |
| Rozgrywki                                                                    | Osiągnięcie                                                         | Razy       | Sezon(y)                     |
| Klubowe MŚ                                                                   | zdobywca                                                            | 3          | 2009, 2011, 2015             |
| Klubowe MŚ                                                                   | finalista                                                           | 1          | 2006                         |
| Puchar Interkontynentalny                                                    | zdobywca                                                            | 0          |                              |
| Puchar Interkontynentalny                                                    | finalista                                                           | 1          | 1992                         |
| · Liga Mistrzów · (Puchar Europy)                                            | zdobywca                                                            | 5          | 1992, 2006, 2009, 2011, 2015 |
| · Liga Mistrzów · (Puchar Europy)                                            | finalista                                                           | 3          | 1961, 1986, 1994             |
| · Liga Europy · (Puchar UEFA)                                                | zdobywca                                                            | 0          |                              |
| · Liga Europy · (Puchar UEFA)                                                | finalista                                                           | 0          |                              |
| · Puchar Zdobywców                                                           | zdobywca                                                            | 4 (rekord) | 1979, 1982, 1989, 1997       |
| · Puchar Zdobywców                                                           | finalista                                                           | 2          | 1969, 1991                   |
| · Superpuchar UEFA                                                           | zdobywca                                                            | 5 (rekord) | 1992, 1997, 2009, 2011, 2015 |
| · Superpuchar UEFA                                                           | finalista                                                           | 4          | 1979, 1982, 1989, 2006       |
| · Puchar Intertoto                                                           | zdobywca                                                            | 0          |                              |
| · Puchar Intertoto                                                           | finalista                                                           | 0          |                              |
| · Puchar Miast Targowych                                                     | zdobywca                                                            | 3 (rekord) | 1958, 1960, 1966             |
| · Puchar Miast Targowych                                                     | finalista                                                           | 1          | 1962                         |
| FIFA                                                                         | Zdobyte trofea w rozgrywkach międzynarodowych (stan na: 20-12-2015) |            |                              |

- Copa dels Pirineus[237]:
  - zdobywca (4x): 1909/10, 1920/11, 1911/12, 1912/13.
- Copa Llatina[237]:
  - zdobywca (2x): 1948/49, 1951/52.
- Mały Puchar Świata:
  - zdobywca (1x): 1957.
- Superfinał Pucharu Miast Targowych:
  - zdobywca (1x): 1971.

### Trofea krajowe
| \| \| Zdobyte trofea w rozgrywkach Hiszpanii (stan na: 15-05-2025) \| |                                                              |             | |
| Rozgrywki                                                             | Osiągnięcie                                                  | Razy        | Sezon(y) |
| · Mistrzostwo                                                         | I miejsce                                                    | 28          | 1929, 1945, 1948, 1949, 1952, 1953, 1959, 1960, 1974, 1985, 1991, 1992, 1993, 1994, 1998, 1999, 2005, 2006, 2009, 2010, 2011, 2013, 2015, 2016, 2018, 2019, 2023, 2025                         |
| · Mistrzostwo                                                         | II miejsce                                                   | 28          | 1930, 1946, 1954, 1955, 1956, 1962, 1964, 1967, 1968, 1971, 1973, 1976, 1977, 1978, 1982, 1986, 1987, 1989, 1997, 2000, 2004, 2007, 2012, 2014, 2017, 2020, 2022, 2024                         |
| · Mistrzostwo                                                         | III miejsce                                                  | 13          | 1932, 1943, 1957, 1958, 1966, 1969, 1972, 1975, 1984, 1990, 1996, 2008, 2021 |
| · Puchar                                                              | zdobywca                                                     | 32 (rekord) | 1910, 1912, 1913, 1920, 1922, 1925, 1926, 1928, 1942, 1951, 1952, 1953, 1957, 1959, 1963, 1968, 1971, 1978, 1981, 1983, 1988, 1990, 1997, 1998, 2009, 2012, 2015, 2016, 2017, 2018, 2021, 2025 |
| · Puchar                                                              | finalista                                                    | 12          | 1902, 1919, 1932, 1936, 1954, 1974, 1984, 1986, 1996, 2011, 2014, 2019 |
| · Superpuchar                                                         | zdobywca                                                     | 15 (rekord) | 1983, 1991, 1992, 1994, 1996, 2005, 2006, 2009, 2010, 2011, 2013, 2016, 2018, 2022/2023, 2024/2025                                                                                             |
| · Superpuchar                                                         | finalista                                                    | 11          | 1985, 1988, 1990, 1993, 1997, 1998, 1999, 2012, 2015, 2017, 2020/2021, 2023/2024 |
| Puchar Ligi                                                           | zdobywca                                                     | 2 (rekord)  | 1983, 1986 |
| Puchar Ligi                                                           | finalista                                                    | 1           | 1983 |
| Hiszpania                                                             | Zdobyte trofea w rozgrywkach Hiszpanii (stan na: 15-05-2025) |             | |

- Copa Eva Duarte:
  - zdobywca (3x): 1948/49, 1951/52, 1952/53[237];
  - finalista (2x): 1949, 1951.
- Lliga Mediterrània[238]:
  - zdobywca (1x): 1937.
- Copa Duward:
  - zdobywca (4x): 1951/52, 1955/56, 1958/59, 1959/60.
- Trofeo Martini&Rossi:
  - zdobywca (5x): 1952, 1953, 1954, 1959, 1960.

### Trofea regionalne
- Lliga Catalana'[239]:'
  - zdobywca (23x): 1901/02 (jako Copa Macaya), 1902/03 (jako Copa Barcelona), 1904/05, 1908/09, 1909/10, 1910/11, 1912/13, 1915/16, 1918/19, 1919/20, 1921/22, 1923/24, 1924/25, 1925/26, 1926/27, 1927/28, 1929/30, 1930/31, 1931/32, 1934/35, 1935/36, 1937/38.
- Puchar Alfonso Macaya (Puchar Katalonii)[240]:
  - zdobywca (22x): 1902, 1905, 1909, 1910, 1911, 1913, 1916, 1919, 1920, 1921, 1922, 1924, 1925, 1926, 1927, 1928, 1930, 1931, 1932, 1935, 1936, 1938.
- Copa Catalunya (do 1992/93 – Copa Generalitat[241]):
  - zdobywca (8x): 1990/91, 1992/93, 1999/00, 2003/04, 2004/05, 2006/07, 2012/13, 2013/14.
- Supercopa de Catalunya[237]:
  - zdobywca (2x): 2014/15, 2017/18.

### Inne trofea
- Trofeu Joan Gamper[242]:
  - zdobywca (46x): 1966, 1967, 1968, 1969, 1971, 1973, 1974, 1975, 1976, 1977, 1979, 1980, 1983, 1984, 1985, 1986, 1988, 1990, 1991, 1992, 1995, 1996, 1997, 1998, 1999, 2000, 2001, 2002, 2003, 2004, 2006, 2007, 2008, 2010, 2011, 2013, 2014, 2015, 2016, 2017, 2018, 2019, 2020, 2021, 2022, 2023;
  - finalista (6x): 1981, 1993, 1994, 2005, 2009, 2012.
- Copa d’Or Argentina:
  - zdobywca (1x): 1945.
- Trofeo Ramón de Carranza:
  - zdobywca (3x): 1961, 1962, 2005;
  - finalista (2x): 1959, 1968.
- Trofeo Teresa Herrera:
  - zdobywca (5x): 1948, 1951, 1972, 1990, 1993;
  - finalista (2x): 1982, 1992.
- Trofeo Ciudad de Palma:
  - zdobywca (5x): 1969, 1974, 1976, 1980, 1981;
  - finalista (9x): 1971, 1976, 1984, 1985, 1988, 1989, 1991, 1992, 1996.
- Trofeo Ciudad de La Línea:
  - zdobywca (3x): 1985, 1991, 1995.
- Trofeo Ciudad de Alicante:
  - zdobywca (1x): 1987.
- Puchar Franza Beckenbauera:
  - zdobywca (1x): 2007.
- Audi Cup:
  - zdobywca (1x): 2011.
- Tournoi de Paris:
  - zdobywca (1x): 2012.
- Trofeo Colombino:
  - zdobywca (1x): 2014.
- International Champions Cup:
  - zdobywca (1x): 2017.

### Finały w europejskich pucharach
Puchar Mistrzów/Liga Mistrzów: 5
1991/92 1:0 (po dogrywce) rywal: UC Sampdoria; bramka: Ronald Koeman w 112. minucie
2005/06 2:1 rywal: Arsenal FC; bramki: Samuel Eto’o w 76. minucie i Juliano Belletti w 81. minucie
2008/09 2:0 rywal: Manchester United; bramki: Samuel Eto’o w 10. minucie i Lionel Messi w 70. minucie
2010/11 3:1 rywal: Manchester United; bramki: Pedro Rodríguez w 28. minucie, Lionel Messi w 54. minucie i David Villa w 70. minucie
2014/15 3:1 rywal: Juventus FC; bramki: Ivan Rakitić w 4 minucie, Luis Suárez w 68. minucie i Neymar w 90. minucie
Finał Ligi Mistrzów: 3
1960/61 2:3 rywal: SL Benfica
1985/86 0:0 (karne 0:2) rywal: Steaua Bukareszt
1993/94 0:4 rywal: A.C. Milan
Puchar Miast Targowych: 3
1957/58 2:2 i 6:0 rywal: Reprezentacja Londynu
1959/60 0:0 i 4:1 rywal: Birmingham City
1965/66 0:1 i 4:2 rywal: Real Saragossa
Finał Pucharu Miast Targowych: 1
1961/62 2:6 i 1:1 rywal: Valencia CF
Puchar Zdobywców Pucharów: 4
1978/79 4:3 rywal: Fortuna Düsseldorf
1981/82 2:1 rywal: Standard Liège
1988/89 2:0 rywal: UC Sampdoria
1996/97 1:0 rywal: Paris Saint-Germain
Finał Pucharu Zdobywców Pucharów: 2
1968/69 2:3 rywal: Slovan Bratysława
1990/91 1:2 rywal: Manchester United
Superpuchar Europy: 5
1993 1:1 i 2:1 rywal: Werder Brema
1998 2:0 i 1:1 rywal: Borussia Dortmund
2009 1:0 (0:0 0:0 0:0) rywal: Szachtar Donieck
2011 2:0 (1:0) rywal: FC Porto
2015 5:4 (3:1) rywal: Sevilla FC
Przegrane: 4
1979 0:1 i 1:1 rywal: Nottingham Forest
1982 1:0 i 0:3 (po dogrywce) rywal: Aston Villa
1989 1:1 i 0:1 rywal: A.C. Milan
2006 0:3 (0:2) rywal: Sevilla FC

## Symbole i barwy

### Herb
Tarcza herbowa klubu posiada, popularny w XVI-wiecznej Europie, kształt dzbana. Jest to tarcza trójdzielna, gdzie dwa górne pola przedstawiają krzyż świętego Jerzego i barwy Katalonii, co nawiązuje do godła Barcelony, zaś w polu dolnym widnieje piłka na tle czterech granatowych i trzech bordowych pasów – barw klubowych. Pola górne od dolnego oddziela żółty pas, na którym widnieją inicjały klubu – FCB.
Istnieją trzy legendy związane z kształtem tarczy. Pierwsza z nich głosi, że Joan Gamper wzorował się na herbach klubów szwajcarskich. Druga wersja mówi o konkursie, jaki rozpisano wśród kibiców, a rysunek kartusza dostarczył anonimowy fan. Trzecia podaje, iż wygląd herbu opracowali pierwsi członkowie klubu wraz z założycielami, ale kształt tarczy to pomysł Gampera.
Pierwszą wersją była odznaka Barcelony z koroną i nietoperzem. Kilka lat później dodano dębowo-palmowy wieniec sławy na tle prostokątnego, dwudzielnego granatowo-żółtego pola, a następnie obwiedziono go okrągłą obwódką z rokiem założenia klubu i jego nazwą.
Po tym jak w 1908 roku Joan Gamper uratował klub z tarapatów finansowych postanowiono odświeżyć herb, stworzyć coś całkiem nowego. Wśród sympatyków klubu ogłoszono konkurs na nowy wygląd herbu, a swoją wizję mógł przedstawić każdy. Zwycięskim projektem okazał się pomysł Carlesa Comamali, który grał dla Barcelony w latach 1903–1912, poza tym studiował medycynę i był artystą. Comamala przedstawił następującą wizję herbu: figura w kształcie wazy, w której dwóch górnych polach znajdują się krzyż świętego Jerzego (patrona Katalonii) i flaga Katalonii. Środek herbu przecina poziomy złoty pas, na który widnieją inicjały klubu. W dolnej części znajduje się pole w kolorach bordowo-granatowych, a na jego środku widnieje piłka. Na wersji herbu, która utrzymała się po dziś dzień, widzimy poszanowanie piłkarskich tradycji oraz przywiązanie do miasta i narodowości. Od zmiany herbu w 1910 r. następowały jedynie kosmetyczne poprawki.
W 1936 zmieniono kształt skrzydełek, zmianie uległa także barwa pasa, na którym widoczne były inicjały – na kolor czarny. Żółte pasy dzielące zostały zlikwidowane. Pojawiła się także nowa piłka, na wzór tej, którą rozgrywano mecze w Primera División. Gdy w Hiszpanii zakończyła się wojna domowa, logo uległo kolejnej modyfikacji, co nastąpiło pod naciskiem frankistowskiego rządu. Usunięto dwa z czterech pasów, symbolizujących flagę regionu. Zmianie uległ także kolor pasa – z czarnego na żółty, na której znajdowały się nowe, bardziej hiszpańsko brzmiącej nazwy klubu C.F.B.

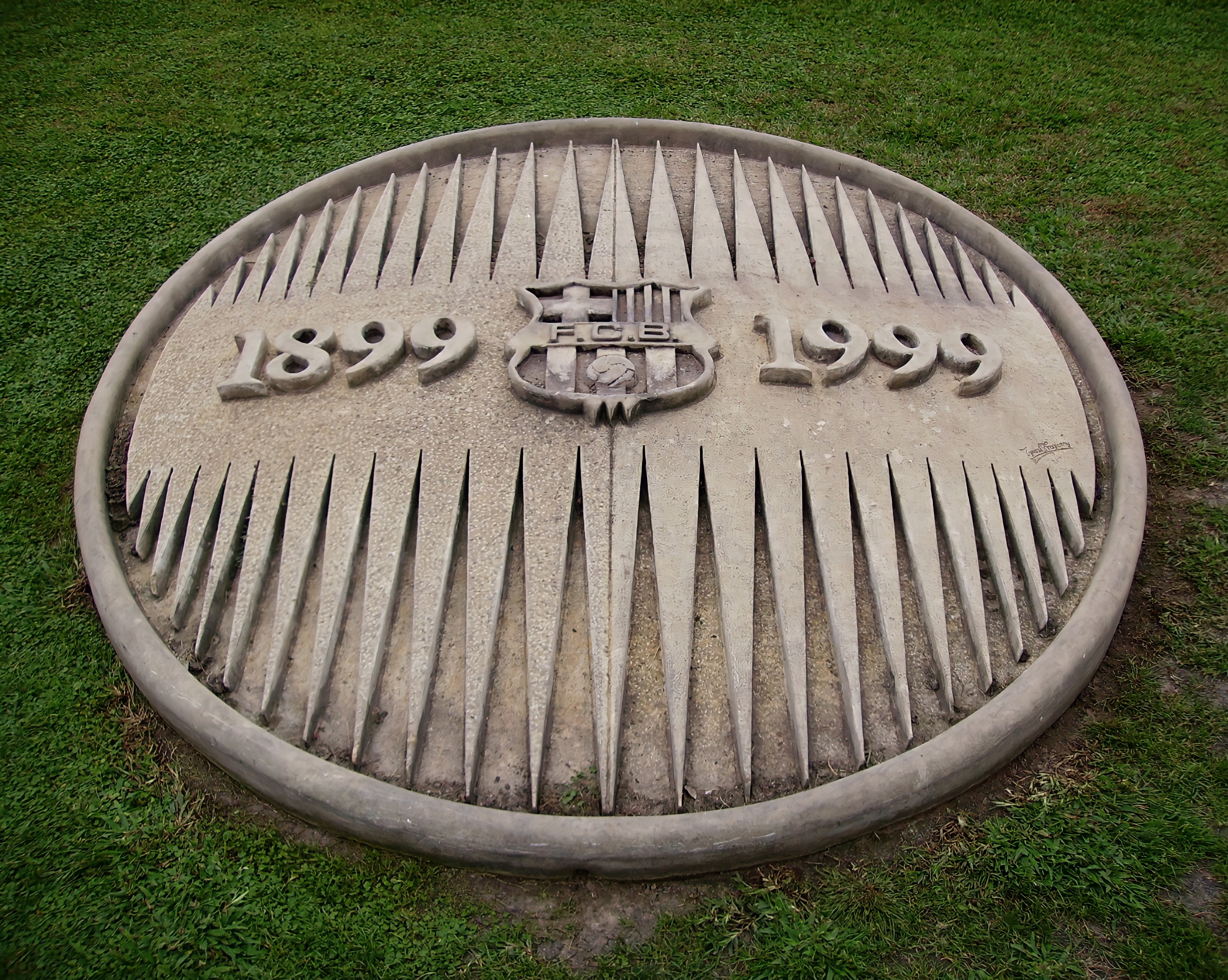
Wygląd herbu podczas obchodów stulecia klubu

W 1946, zmieniono ułożenie skrzydełek i do monogramu dodano de z napisem znajdującym się na zmienionym, białym tle. Kolor piłki zmieniono na czerwony.
Czternaście lat później znikł jednak przyimek de, zmieniono również tło pasa na żółty. Na siedemdziesięciolecie klubu przywrócono dawne inicjały, które zostały umieszczone na białym tle. Zmieniono nieznacznie kształt skrzydełek.
W 1975 zmieniono po raz kolejny pas – na kolor żółty. Ów pas po raz pierwszy połączono z żółtym obramowaniem.
Ostatni projekt przyjęto 28 sierpnia 2002, a przedstawił go Claret Serrahim. Liczba zakończeń na skrzydełkach została zredukowana do jednego, z monogramu usunięto kropki – teraz widnieje napis FCB. Także piłka znajdująca się w dolnej części herbu zmieniła barwę na żółtą.
Źródło:

### Stroje
| 1899 | 1910 | 1913 | 1920 | 1992–1995 | 1995–1997 | 1998/1999 | 1999/2000 |

| 2004/2005 | 2005/2006 | 2006/2007 | 2007/2008 | 2008/2009 | 2009/2010 | 2010/2011 | 2011/2012 |

| 2012/2013 | 2013/2014 | 2014/2015 | 2015/2016 | 2016/2017 | 2017/2018 | 2018/2019 | 2019/2020 |

| 2020/2021 | 2021/2022 | 2022/2023 |

Źródła:.
W sezonie 2006/07 po raz pierwszy w historii klubu na koszulkach piłkarzy pojawiło się logo innej firmy niż producent strojów. Od tego czasu FC Barcelona sponsoruje fundację charytatywną UNICEF i co roku przekazuje na jej konto 1,5 mln euro. W sezonie 2011/12 na koszulkach pojawiło się logo pierwszego w historii sponsora – Qatar Foundation. Firma co roku przekazywała klubowi 40 mln dolarów na mocy pięcioletniego kontraktu. Napis „Qatar Foundation” znalazł się z przodu meczowej koszulki Barcelony, natomiast UNICEF z tyłu. W sezonie 2013/14 na koszulkach pojawił się nowy sponsor – Qatar Airways. 12 grudnia 2013 ogłoszono, iż Intel będzie nowym sponsorem klubu. Współpraca firmy z klubem z Camp Nou trwała do 2016 r., a za każdy rok Barcelona otrzymywała 5 mln euro. Logo firmy zostało umieszczone na wewnętrznej stronie koszulki i było widoczne tylko po podniesieniu przez zawodnika koszulki. Od sezonu 2017/18 głównym sponsorem klubu była japońska firma Rakuten. Od sezonu 2022/23 głównym sponsorem FC Barcelony jest firma Spotify.

## El Clásico

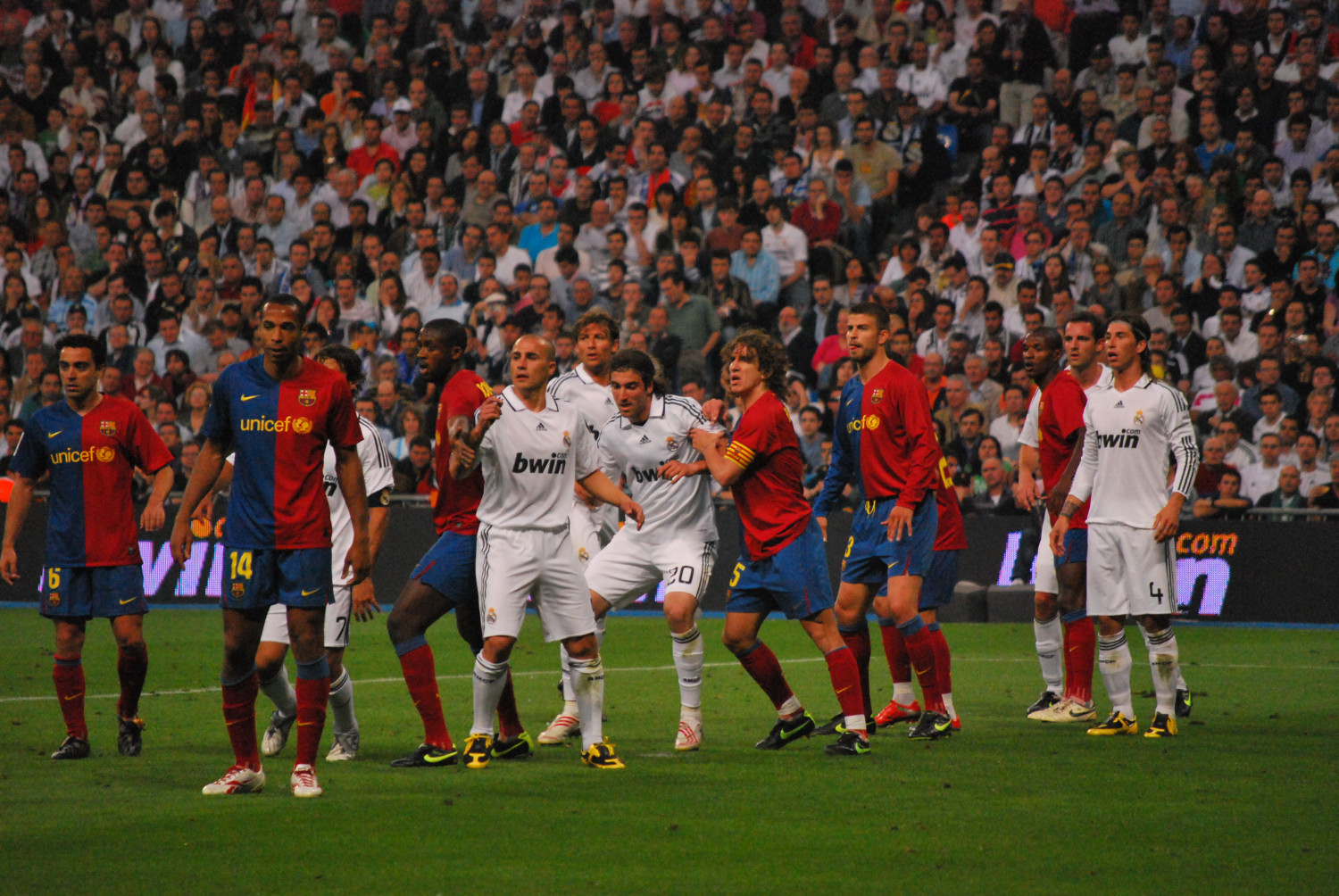
El Clásico w 2009 r.

El Clásico (pol. Klasyk) to nazwa meczu pomiędzy FC Barceloną i Realem Madryt. Ze względu na zasady LaLiga zespoły mierzą się ze sobą co najmniej dwukrotnie w każdym sezonie.
Historia rozgrywania Klasyków sięga 13 maja 1902 r., kiedy to w stolicy Hiszpanii Madrid FC podejmował FC Barcelonę w pierwszym w historii finale Pucharu Króla Hiszpanii. Drużyna z Katalonii pokonała Madrid FC 3:1.

### Pierwsze mecze
Do tej pory w meczach ligowych rozegrano 166 spotkań. Pierwsze miało miejsce 17 lutego 1929, w drugiej kolejce pierwszego sezonu ligowego. Wówczas Barcelona uległa na swoim ówczesnym stadionie – Camp de Les Corts 1:2 zespołowi gości. Jednak doprowadzono do wyrównania statystyk wygrywanych meczów jeszcze w owym sezonie, osiem kolejek później, wygrywając na stadionie Madrid FC – Chamartin – 1:0.

### Statystyki
Na przestrzeni ponad stu lat Barça odnosiła więcej zwycięstw w tej rywalizacji, włączając w rachunki również mecze nieoficjalne. Zawodnicy ci wygrali 105 spotkań, a przegrali 92 razy. Wynik remisowy padł w 55 meczach. Statystyka strzelonych bramek również jest korzystna dla FC Barcelony – 437 strzelonych bramek, natomiast liczba goli strzelonych dla madryckiego zespołu wynosi 410.
Real Madryt może się poszczycić większą liczbą bramek zdobytych w jednym meczu; najbardziej dotkliwa porażka Dumy Katalonii miała miejsce w 1935 roku, kiedy to przegrała 1:11 – przegrana była uwarunkowana politycznie, w związku z reżimem gen. Franco, którego ludzie weszli do szatni zawodników Barcelony po wygraniu pierwszego meczu Pucharu Króla, grożąc ich rodzinom i bliskim śmiercią.
Rok później FC Barcelona na wyjeździe wygrała z Los Blancos 5:0.
Tylko dwóm trenerom Barçy udało się co najmniej dwukrotnie pokonać Królewskich na wyjeździe – Frankowi Rijkaardowi – w sezonach 2003/2004 i 2005/2006 i Pepowi Guardioli aż trzykrotnie – w sezonach 2008/2009, 2009/2010 i 2011/2012
Josepowi Guardioli jako jedynemu trenerowi w historii udało się wygrać 5 Klasyków z rzędu.

### Podsumowanie
Statystyki meczów oficjalnych (stan na 20.09.2023r.):
- Rozegrane spotkania – 256
- Wygrane przez FC Barcelonę – 101
- Wygrane przez Real Madryt – 103
- Zakończone remisem – 52
- Gole dla FC Barcelony – 415
- Gole dla Realu Madryt – 424
- Najwyższe zwycięstwo – 5:0 (sezony 1993/1994 i 2010/2011)
- Najwyższa porażka – 1:11[247]

## Grupy kibicowskie

### Almogàvers
Almogàvers – grupa dopingująca piłkarzy FC Barcelona, jak również reprezentację Katalonii. Została założona 1 listopada 1989 w czasie pucharowego meczu z RSC Anderlecht. Na stadionie zasiada na trybunie północnej. Większość członków tej grupy stanowią Katalończycy, którzy chcieliby, aby Katalonia była niepodległym państwem, a nie – jak obecnie – jedynie autonomią.
W kulminacyjnym momencie działania tej grupy, liczyła ona około 500 członków, jednak ta liczba spadła, i w listopadzie 2006 wyniosła zaledwie 150 osób. Sympatyzują z kibicami klubów: Genoa, San Lorenzo de Almagro, West Ham United oraz Celtic FC Ich wrogowie to najbardziej radykalna grupa kibiców Realu Madryt i Espanyolu.

### Dracs 1991
Dracs 1991 to grupa kibiców powstała 6 stycznia 1991 r. podczas meczu z CD Logrones. Na stadionie zajmują miejsca na trybunie południowej. Założeniem tej grupy jest nieokazywanie agresji, ale z utrzymaniem katalońskiego patriotyzmu.
Wcześniej grupa ta dopingowała piłkarzy, teraz dopinguje sportowców innych sekcji klubowych, którzy rozgrywają mecze w Palau Blaugrana.

### Boixos Nois
Boixos Nois to najbardziej radykalna grupa kibiców katalońskiego klubu, założona w 1981. Członkowie przychodzili na każdy mecz, a gdy nadarzała się okazja, głośno wyrażali swą opinię na temat polityki władz Hiszpanii, nie zgadzających się na niepodległość państwa Katalonia.
Ich poglądy były nacjonalistyczne. Jednak w pięć lat później po założeniu tej grupy utworzyła się dodatkowa formacja Boixos Oi!, zrzeszająca fanatyków, skrajnych prawicowców, często karanych. Ich ideologia polegała na zmuszaniu kibiców innych klubów do kibicowania Barcelonie drogą przemocy fizycznej. W 2000, gdy prezesem klubu został Joan Gaspart, członkowie tej grupy zaczęli wchodzić na stadion bezpłatnie. Podczas meczu przeważnie występują w szalikach z herbem klubu i nazwą grupy. Jednak ich radykalizm nie zawsze jest akceptowany – w 2000, turysta z Meksyku został zasztyletowany na Camp Nou, ponieważ miał na sobie koszulkę piłkarza Realu Madryt i reprezentacji Hiszpanii – Raúla.
Ich działalność została ograniczona, gdy prezesem klubu został Joan Laporta, któremu obce są poglądy radykalne. W efekcie grupa ograniczyła działalność do meczów wyjazdowych.

## Hymn
Obecny hymn FC Barcelona – Cant del Barça (pol. Pieśń Barçy) – powstał 27 listopada 1974 r. z okazji obchodów siedemdziesiątej piątej rocznicy założenia klubu. Muzykę skomponował Manuel Valls Gorina, natomiast słowa napisali: Jaume Picas oraz Josep Maria Espinàs i Massip. Zapis nutowy zachował się do dnia dzisiejszego. Wcześniej hymnem był utwór napisany przez Capdevilę i Rafaela Folcha. Wtedy wykonawcą podkładu muzycznego był Enric Morera.
Wykonano też hymn z okazji obchodów stulecia. Słowa napisał Ramón Solsona, a pieśń wykonał Antoni Ros-Marbá.

## Indywidualne sukcesy piłkarzy
Piłkarze, którzy zdobyli ze swoją reprezentacją tytuł mistrzów świata i grali w FC Barcelona.
| - Héctor Scarone (Urugwaj 1930) - Diego Maradona (Meksyk 1986) - Romario (USA 1994) - Ronaldo (USA 1994, Korea i Japonia 2002) - Laurent Blanc (Francja 1998) - Emmanuel Petit (Francja 1998) - Lilian Thuram (Francja 1998) - Thierry Henry (Francja 1998) - Christophe Dugarry (Francja 1998) - Rivaldo (Korea i Japonia 2002) - Edmilson (Korea i Japonia 2002) - Ronaldinho (Korea i Japonia 2002) - Juliano Belletti (Korea i Japonia 2002) - Gianluca Zambrotta (Niemcy 2006) | - Gerard Piqué (RPA 2010) - Carles Puyol (RPA 2010) - Víctor Valdés (RPA 2010) - Sergio Busquets (RPA 2010) - Andrés Iniesta (RPA 2010) - Xavi (RPA 2010) - Pedro (RPA 2010) - David Villa (RPA 2010) - Cesc Fàbregas (RPA 2010) - Samuel Umtiti (Rosja 2018) - Ousmane Dembélé (Rosja 2018) - Antoine Griezmann (Rosja 2018) - Lionel Messi (Katar 2022) |

Piłkarze, którzy zdobyli ze swoją reprezentacją tytuł mistrzów Europy i grali w FC Barcelona.
| - Ferran Olivella (Hiszpania 1964) - Josep Fusté (Hiszpania 1964) - Jesús Pereda (Hiszpania 1964) - Luis Suárez (Hiszpania 1964) - Bernd Schuster (Włochy 1980) - Ronald Koeman (RFN 1988) - Laurent Blanc (Belgia i Holandia 2000) - Lilian Thuram (Belgia i Holandia 2000) - Emmanuel Petit (Belgia i Holandia 2000) - Thierry Henry (Belgia i Holandia 2000) - Christophe Dugarry (Belgia i Holandia 2000) - Carles Puyol (Austria i Szwajcaria 2008) - Andrés Iniesta (Austria i Szwajcaria 2008), (Polska i Ukraina 2012) - David Villa (Austria i Szwajcaria 2008) - Xavi (Austria i Szwajcaria 2008), (Polska i Ukraina 2012) - Cesc Fàbregas (Austria i Szwajcaria 2008), (Polska i Ukraina 2012) | - Sergio García (Austria i Szwajcaria 2008) - José Reina (Austria i Szwajcaria 2008), (Polska i Ukraina 2012) - Gerard Piqué (Polska i Ukraina 2012) - Pedro (Polska i Ukraina 2012) - Sergio Busquets (Polska i Ukraina 2012) - Jordi Alba (Polska i Ukraina 2012) - Víctor Valdés (Polska i Ukraina 2012) - Ricardo Quaresma (Francja 2016) - André Gomes (Francja 2016) - Ferran Torres (Niemcy 2024) - Álex Grimaldo (Niemcy 2024) - Lamine Yamal (Niemcy 2024) - Pedri (Niemcy 2024) - Marc Cucurella (Niemcy 2024) - Fermín López (Niemcy 2024) - Dani Olmo (Niemcy 2024) |

Piłkarze, którzy zdobyli ze swoją reprezentacją tytuł mistrzów olimpijskich i grali w FC Barcelona.
| - Héctor Scarone (Holandia 1928) - Sándor Kocsis (Finlandia 1952) - Zoltán Czibor (Finlandia 1952) - Luis Enrique (Hiszpania 1992) - Pep Guardiola (Hiszpania 1992) - Albert Ferrer (Hiszpania 1992) - Abelardo (Hiszpania 1992) - Antonio Pinilla (Hiszpania 1992) - Alfonso Pérez (Hiszpania 1992) - Samuel Eto’o (Australia 2000) - Javier Mascherano (Grecja 2004), (Chiny 2008) - Javier Saviola (Grecja 2004) - Lionel Messi (Chiny 2008) - Juan Román Riquelme (Chiny 2008) | - Sergio Agüero (Chiny 2008) - Giovani dos Santos (Anglia 2012) - Neymar (Brazylia 2016) - Rafinha (Brazylia 2016) - Dani Alves (Japonia 2020) - Malcom (Japonia 2020) - Arnau Tenas (Francja 2024) - Juan Miranda (Francja 2024) - Eric García (Francja 2024) - Pau Cubarsí (Francja 2024) - Abel Ruiz (Francja 2024) - Fermín López (Francja 2024) - Sergio Gómez (Francja 2024) |

Laureaci Złotej Piłki i Złotej Piłki FIFA, którzy występowali w FC Barcelona.
| - Luis Suárez (1960) - Johan Cruijff (1971, 1973, 1974) - Allan Simonsen (1977) - Christo Stoiczkow (1994) - Ronaldo (1997, 2002) | - Rivaldo (1999) - Luís Figo (2000) - Ronaldinho (2005) - Lionel Messi (2009, 2010, 2011, 2012, 2015, 2019, 2021, 2023) |

Gracze, którzy zdobyli tytuł Piłkarza Roku FIFA i grali w FC Barcelona.
| - Romario (1994) - Ronaldo (1996, 1997, 2002) - Rivaldo (1999) - Luís Figo (2001) | - Ronaldinho (2004, 2005) - Lionel Messi (2009, 2019, 2022, 2023) - Robert Lewandowski (2020, 2021) |

Zdobywcy Trofeo Pichichi w barwach FC Barcelona.
| - Mariano Martín (1942/1943 – 32 bramki) - César Rodríguez (1948/1949 – 28 bramek) - Cayetano Ré (1964/1965 – 25 bramek) - Carles Rexach (1970/1971 – 17 bramek) - Hans Krankl (1978/1979 – 29 bramek) - Quini (1980/1981 – 20 bramek, 1981/1982 – 26 bramek) - Romario (1993/1994 – 30 bramek) | - Ronaldo (1996/1997 – 34 bramki) - Samuel Eto’o (2005/2006 – 26 bramek) - Lionel Messi (2009/2010 – 34 bramki, 2011/2012 – 50 bramek, 2012/2013 – 46 bramek, 2016/2017 – 37 bramek, 2017/2018 – 34 bramki), 2018/2019 – 36 bramek, 2019/2020 – 25 bramek, 2020/2021 – 30 bramek - Luis Suárez (2015/2016 – 40 bramek) - Robert Lewandowski (2022/2023 – 23 bramki) |

Zdobywcy Trofeo Zamora w barwach FC Barcelona.
| - Velasco (1947/1948 – średnia wpuszczonych bramek na mecz: 1,19) - Antonio Ramallets (1951/1952 – 1,42; 1955/1956 – 0,82; 1956/1957 – 1,20; 1958/1959 – 0,82; 1959/1960 – 0,88) - José Manuel Pesudo (1965/1966 – 0,68) - Salvador Sadurni (1968/1969 – 0,60; 1973/1974 – 0,73; 1974/1975 – 0,79) - Miguel Reina (1972/1973 – 0,66) | - Pedro María Artola (1977/1978 – 0,82) - Francisco Javier Urruti (1983/1984 – 0,78) - Andoni Zubizarreta (1986/1987 – 0,67) - Víctor Valdés (2004/2005 – 0,71; 2008/2009 – 0,89; 2009/2010 – 0,50; 2010/2011 – 0,50; 2011/2012 – 0,80) - Claudio Bravo (2014/2015 – 0,51) - Marc-André ter Stegen (2022/2023 – 0,49) |

Piłkarze znajdujący się na liście FIFA 100, którzy występowali lub występują w FC Barcelona.
| - Johan Cruijff - Edgar Davids - Luís Figo - Gheorghe Hagi - Thierry Henry - Patrick Kluivert - Michael Laudrup - Gary Lineker - Luis Enrique - Diego Maradona | - Johan Neeskens - Rüştü Reçber - Rivaldo - Romário - Ronaldinho - Ronaldo - Javier Saviola - Christo Stoiczkow - Lilian Thuram |

## Stadiony

### Velòdrom de la Bonanova (1899–1900)
Velòdrom de la Bonanova to pierwsze boisko piłkarskie, na którym swoje mecze rozegrała FC Barcelona. Drużyna nie miała go wykupionego na własność, musiała je dzielić z inną drużyną z regionu – El Catala. Poza tym murawa boiska była bardzo nierówna, więc piłkarzom trudno było prezentować pełnię swoich umiejętności.

### Stadion Casanovas Hotel (1900–1901)
Po meczu sparingowym z miejscową drużyną El Catala dnia 25 grudnia 1899, zarząd zdecydował, iż 2 drużyny nie mogą dzielić się boiskiem. Dlatego też władze zdecydowały się na dzierżawę stadionu nieopodal hotelu Casanovas. Inaugurującym meczem na tym obiekcie były pierwsze, historyczne derby Katalonii z drużyną Sociedad Española de Futbol, dzisiaj znaną jako RCD Espanyol. Niestety zbyt długi dojazd do obiektu utrudniał piłkarzom i trenerom dobre przygotowanie i punktualne przybycie na spotkanie z rywalem.

### Stadion Carretera de Horta (1901–1905)
Zbytnie opóźnianie rozpoczynania meczów przyczyniło się do tego, iż zarząd klubowy musiał szukać kolejnego rozwiązania w kwestii boiska. Poszukiwania zostały zakończone znalezieniem boiska znajdującego się w pobliżu parku w Barcelonie, Guinardo. Pierwszy mecz, jaki rozegrano na tym obiekcie, odbył się w ramach Pucharu Alfonso Macaya, 23 listopada 1901 r., zakończony wynikiem 4:0 dla gospodarzy, hat trickiem popisał się wtedy kapitan drużyny, Joan Gamper.

### Stadion Calle Muntander (1905–1909)
Poprzedni stadion był zbyt mały, aby można było pomieścić wszystkich kibiców przychodzących na spotkania, dlatego też zdecydowano się na kolejną przeprowadzkę. Tym razem to The Carrer Muntander Ground stał się stadionem Barçy. Pierwszym meczem było spotkanie rozegrane w finale Pucharu Katalonii z Espanyolem Barcelona 3:2. Jednak mimo wygranej wielu socis odchodziło z klubu, a nowi, którzy wprowadziliby nową atmosferę w klubie, nie pojawiali się. Z tego powodu Joan Gamper zdecydował się pełnić funkcję prezesa i rozpoczął poszukiwania kolejnego stadionu, ponieważ Muntander kupił lokalny rywal.

### L'Escopidora (Camp del carrer Indústria) (1909–1922)
Pierwszym meczem jaki rozegrano na tym boisku był mecz pomiędzy FC Barceloną a El Catala zakończony remisem 2:2. Miało to miejsce 14 marca 1909 w Pucharze Katalonii. W ówczesnych latach stadion można było uznać za nowoczesny, ponieważ posiadał sztuczne oświetlenie, a żaden inny stadion nie mógł się tym poszczycić. Obiekt był też stosunkowo duży – posiadał 6000 miejsc, w tym 1500 siedzących.

### Camp de Les Corts (1922–1957)
Na pomysł wybudowania stadionu klubowego wpadł w 1921 roku, ówczesny prezes klubu, Joan Gamper. Wraz z zarządem doszedł do wniosku, iż popularność piłki nożnej w Hiszpanii jest coraz większa, na mecze przychodziło coraz więcej kibiców. Dlatego założyciel FCB zlecił budowę nowego stadionu. Obiekt był pracą Santiago Mestresa i Josepa Alemany. Inauguracyjne spotkanie odbyło się 22 maja 1922 roku, gospodarze wygrali w nim 2:1 z klubem szkockiej Premier League, St. Mirren F.C. Obiekt nazywany był przez mieszkańców Hiszpanii Katedrą Futbolu ponieważ mógł pomieścić 30 tysięcy widzów. Wojna domowa w Hiszpanii nie przeszkodziła we wzroście liczby culés, których do 1941 przybywało coraz więcej, aż w końcu zarząd zdecydował się na modernizację obiektu. Po 4 latach liczba krzesełek wyniosła 60 tysięcy, a po 4 kolejnych – 75 tysięcy. Istniał jednak pewien problem – inne kluby chciały być gospodarzami na obiekcie. Ostatecznie zarząd zdecydował się na sprzedanie stadionu zespołowi wówczas występującemu w Segunda División.

### Camp Nou (1957–2023)

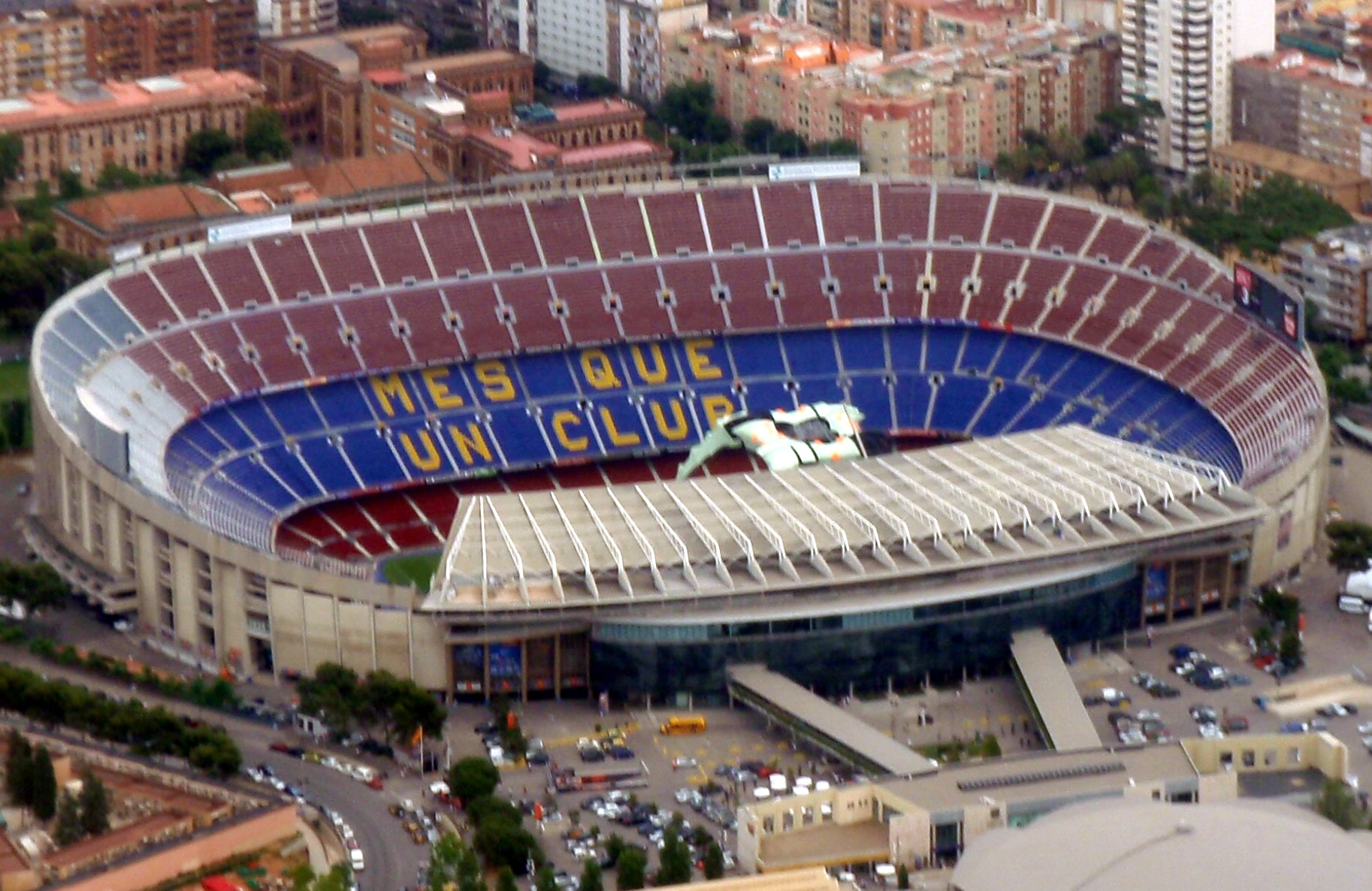
Camp Nou z lotu ptaka

Po sprzedaniu obiektu z Les Corts innemu klubowi, władze FC Barcelony zdecydowały się na budowę jeszcze większego stadionu – nazwanego potem Camp Nou. Jego budowa trwała trzy lata i kosztowała 300 mln peset. Inauguracyjne spotkanie rozegrano 24 września 1957 r., a przeciwnikiem klubu ze stolicy Katalonii była Reprezentacja Warszawy. Gospodarze wygrali mecz 4:2.
W 2022 r. rozpoczęła się przebudowa stadionu w ramach projektu Espai Barça. Ostatni mecz na Camp Nou rozegrano 28 maja 2023 roku, gdy Barcelona pokonała Mallorcę 3:0.

### Estadi Olímpic Lluís Companys (2023–)

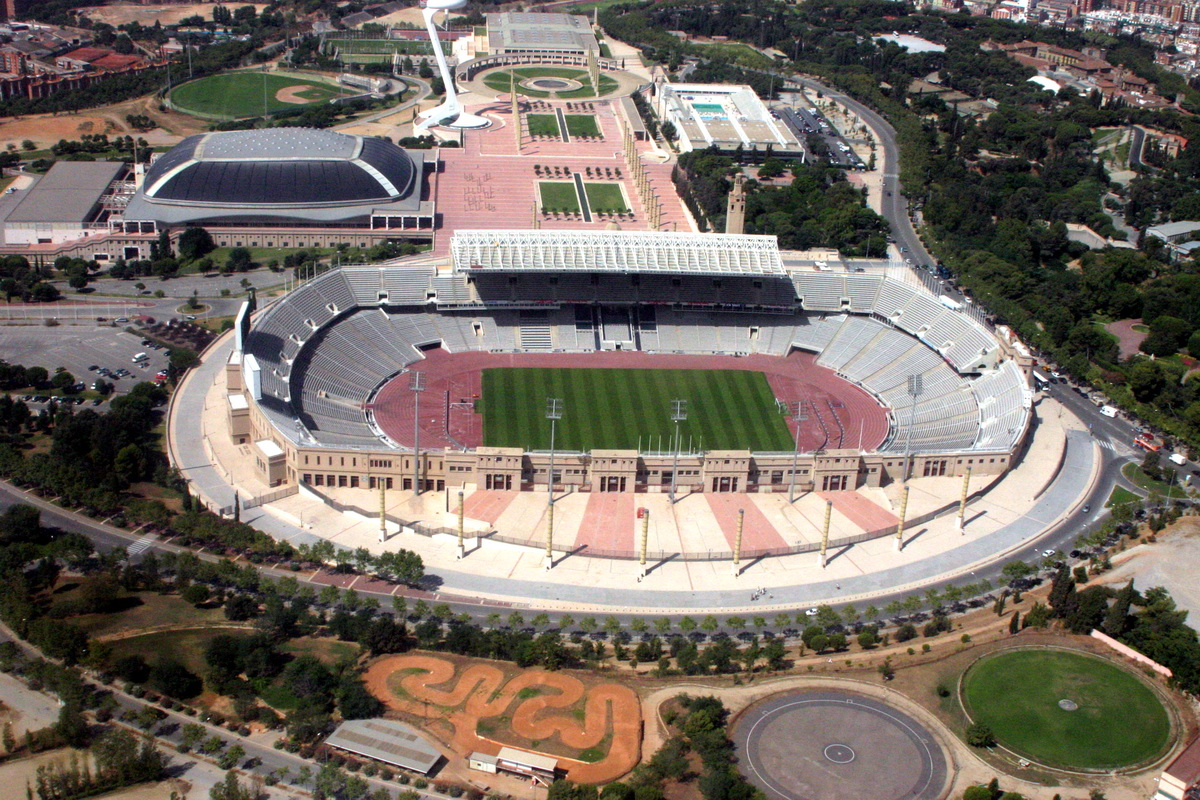
Estadi Olímpic Lluís Companys

Od początku sezonu 2023/24 FC Barcelona rozgrywa swoje domowe mecze na Estadi Olímpic Lluís Companys na wzgórzu Montjuïc.

## Działalność charytatywna
7 września 2006 r. w Nowym Jorku FC Barcelona i UNICEF rozpoczęły globalną współpracę na rzecz dzieci w krajach rozwijających się. Podczas ceremonii otwierającej kooperację klub zaprezentował swój strój na sezon 2006/07 z logo UNICEF-u na przodzie, pierwszym logo reklamowym umieszczonym na klubowej koszulce w historii klubu. Ponadto Barcelona zgodziła się przekazywać UNICEF-owi w ciągu następnych pięciu lat przynajmniej 1,5 mln € rocznie na wspieranie programów na rzecz dzieci na całym świecie.

## Trenerzy

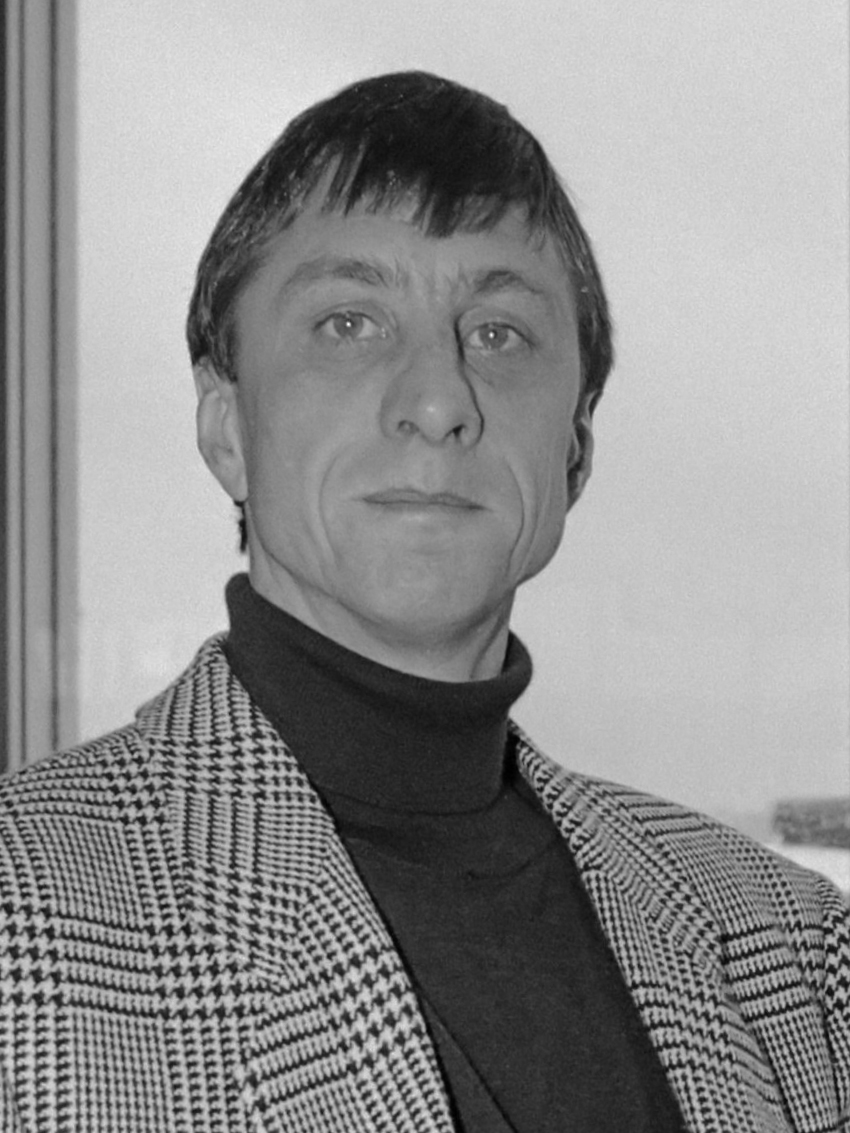
Johan Cruijff – trener FC Barcelony w latach 1988–1996
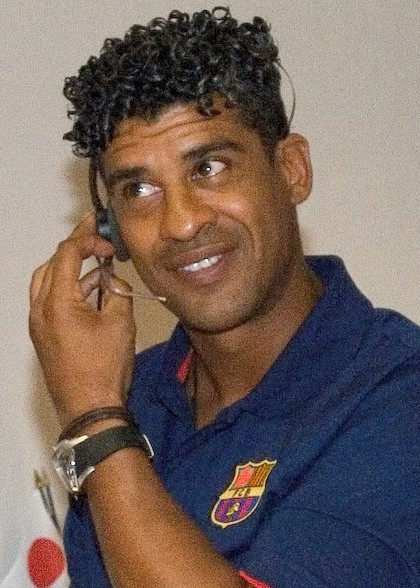
Frank Rijkaard – trener FC Barcelony w latach 2003–2008
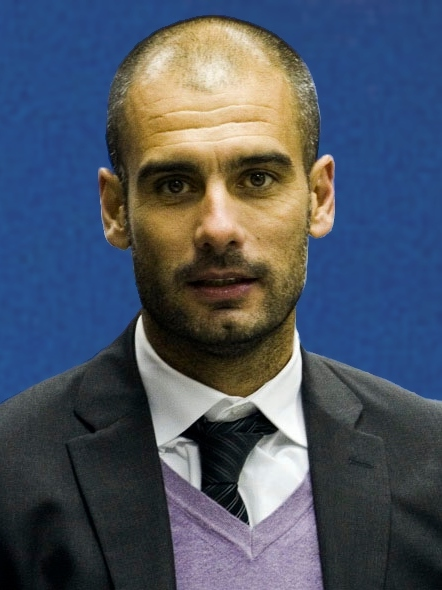
Pep Guardiola – trener FC Barcelony w latach 2008–2012
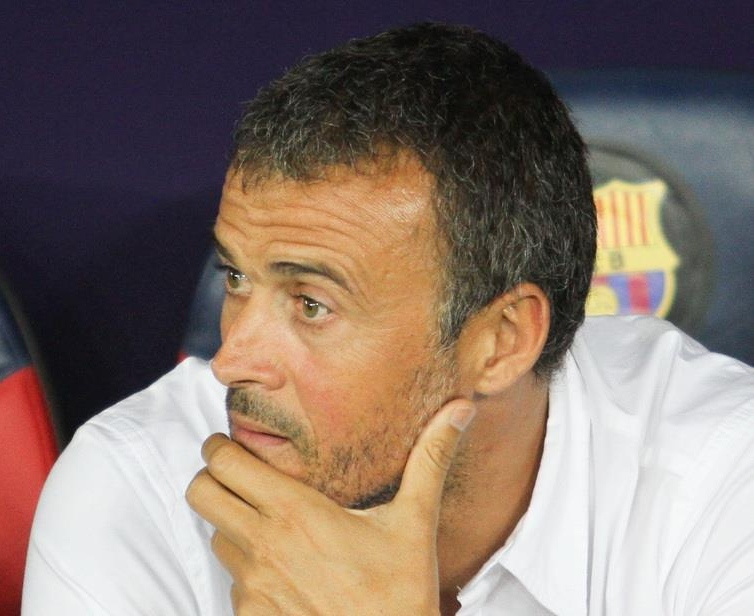
Luis Enrique – trener FC Barcelony w latach 2014–2017
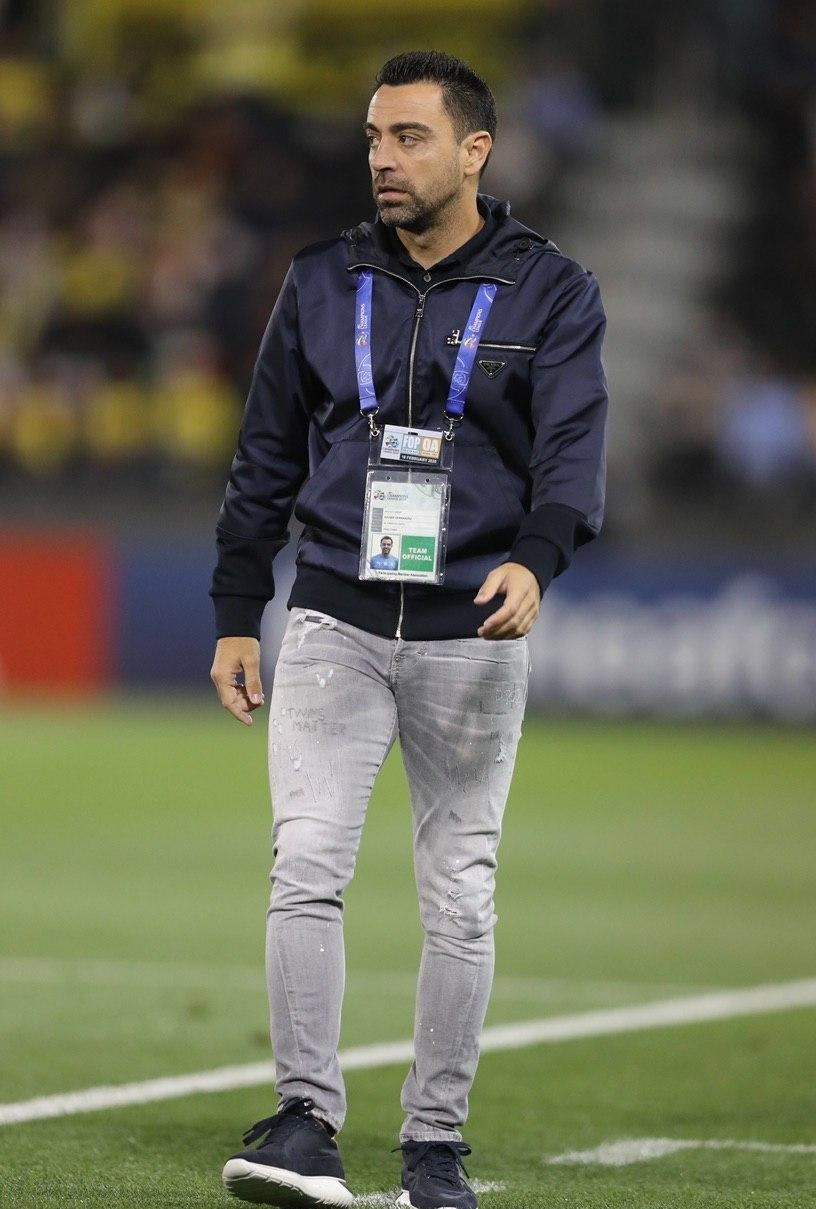
Xavi – trener FC Barcelony w latach 2021–2024
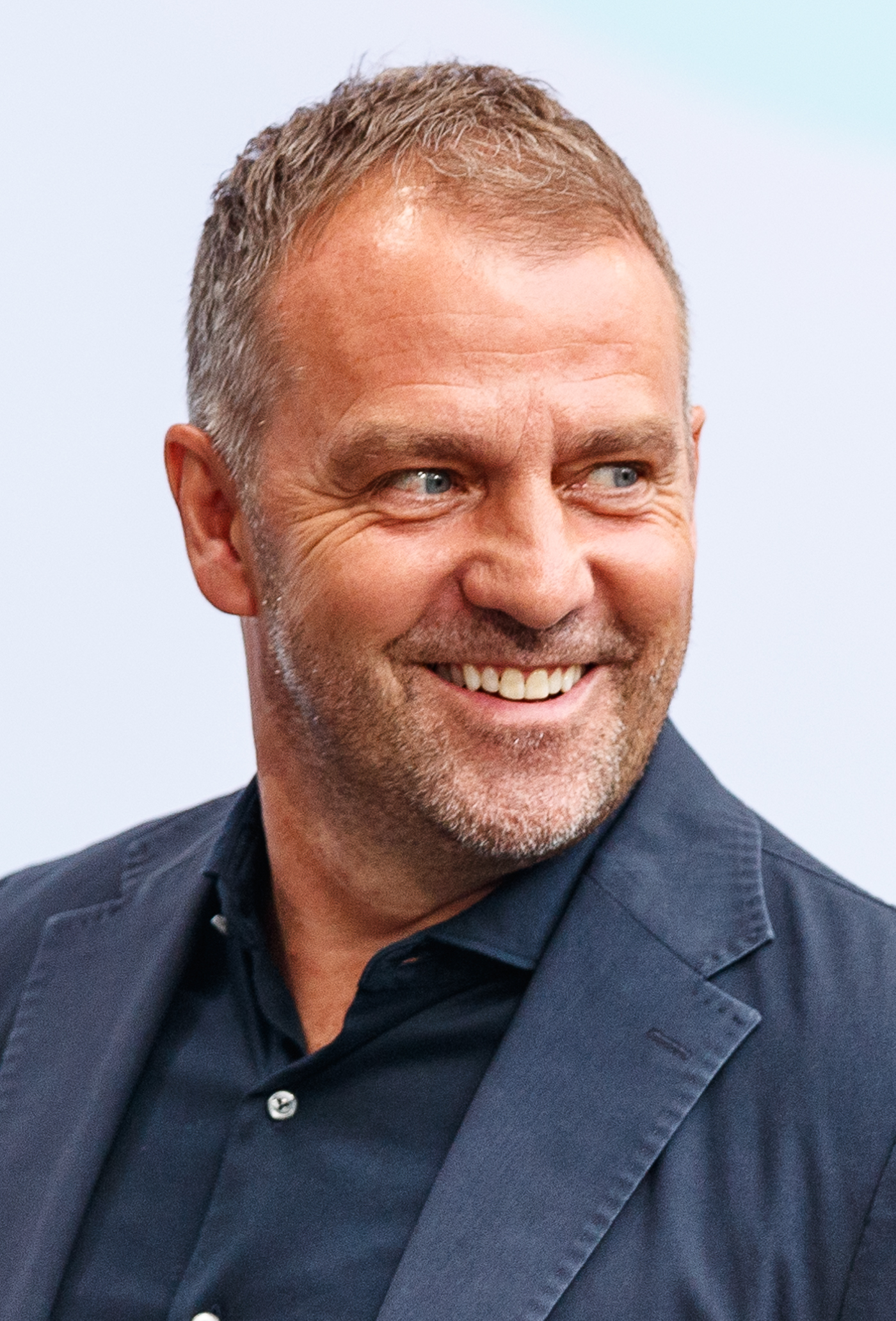
Hansi Flick – trener FC Barcelony w latach (2024)

Źródło:.

## Władze

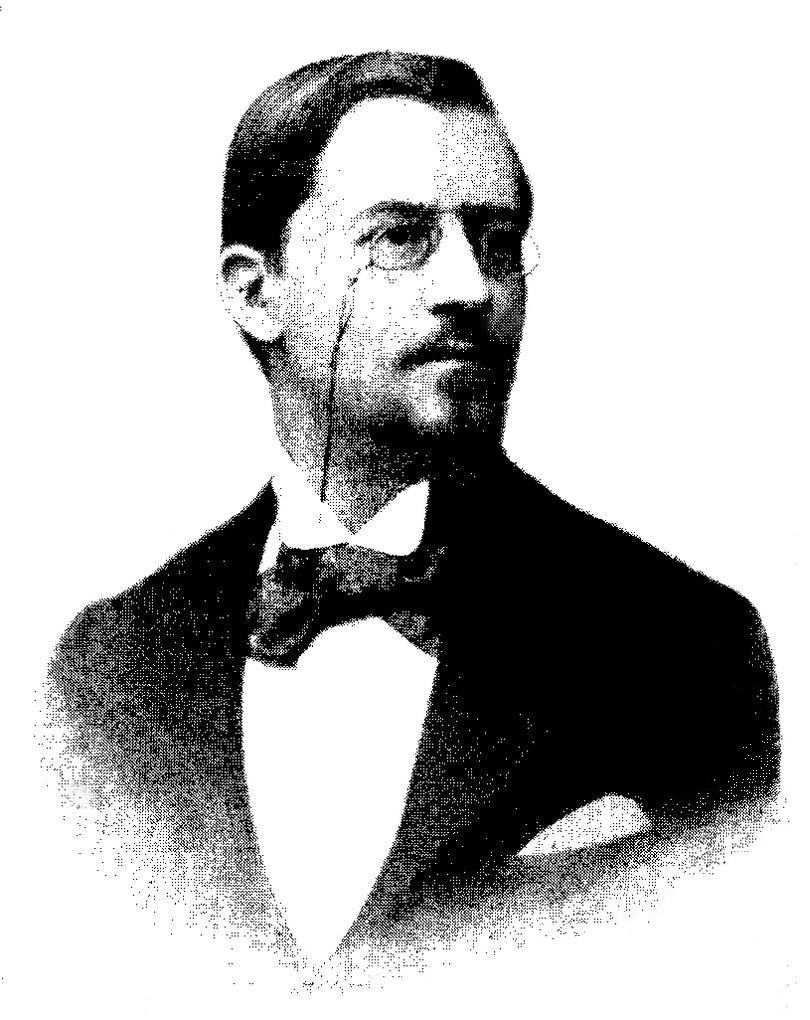
Walter Wild, 1. prezes Barçy

### Dotychczasowi prezesi
| Lp. | Imię i nazwisko        | Okres urzędowania | Okres urzędowania |
| --- | ---------------------- | ----------------- | ----------------- |
| 1.  | Walter Wild            | 1899              | 1901              |
| 2.  | Bartomeu Terradas      | 1901              | 1903              |
| 3.  | Pau Haas               | 1903              | 1903              |
| 4.  | Arthur Witty           | 1903              | 1904              |
| 5.  | Josep Soler            | 1905              | 1906              |
| 6.  | Juli Marial            | 1907              | 1908              |
| 7.  | Vicenc Reig            | 1908              | 1908              |
| 8.  | Joan Gamper            | 1908              | 1909              |
| 9.  | Otto Gmelin            | 1909              | 1910              |
| 10. | Joan Gamper            | 1910              | 1912              |
| 11. | Francesc Moxo Setmenat | 1913              | 1914              |
| 12. | Alvar Presta           | 1914              | 1915              |
| 13. | Rafael Llopart         | 1915              | 1916              |
| 14. | Gaspar Roses           | 1916              | 1917              |
| 15. | Joan Gamper            | 1917              | 1919              |
| 16. | Ricard Graells         | 1919              | 1920              |
| 17. | Gaspar Roses           | 1920              | 1921              |
| 18. | Joan Gamper            | 1921              | 1923              |
| 19. | Enric Cardona          | 1923              | 1924              |
| 20. | Joan Gamper            | 1924              | 1925              |
| 21. | Arcadi Balaguer        | 1925              | 1928              |
| 22. | Tomas Roses            | 1928              | 1930              |
| 23. | Gaspar Roses           | 1930              | 1931              |
| 24. | Antonio Oliver         | 1931              | 1931              |

| Lp.  | Imię i nazwisko          | Okres urzędowania | Okres urzędowania |
| ---- | ------------------------ | ----------------- | ----------------- |
| 25.  | Joan Coma                | 1931              | 1934              |
| 26.  | Esteve Sala              | 1934              | 1935              |
| 27.  | Josep Sunyol             | 1935              | 1936              |
| 28.  | Joan Soler               | 1936              | 1940              |
| 29.  | Marques de la Mesa       | 1940              | 1942              |
| 30.  | Josep Vidal-Ribas        | 1942              | 1942              |
| 31.  | Marques de la Mesa       | 1942              | 1943              |
| 32.  | Josep Antoni de Albert   | 1943              | 1943              |
| 33.  | Josep Vendrell           | 1943              | 1946              |
| 34.  | Agusti Montal i Galobart | 1946              | 1952              |
| 35.  | Enric Marti              | 1952              | 1953              |
| 36.  | Francesc Miró-Sans       | 1953              | 1961              |
| 37.  | Enric Llaudet            | 1961              | 1968              |
| 38.  | Narcís de Carreras       | 1968              | 1971              |
| 39.  | Agusti Montal Jr.        | 1971              | 1978              |
| 40.  | Josep Lluís Núñez        | 1978              | 2000              |
| 41.  | Joan Gaspart             | 2000              | 2003              |
| 42.  | Enric Reyna Martínez     | 2003              | 2003              |
| 43.  | Joan Laporta             | 2003              | 2010              |
| 44.  | Sandro Rosell            | 2010              | 2014              |
| 45.  | Josep Maria Bartomeu     | 2014              | 2020              |
| p.o. | Carles Tusquets          | 2020              | 2021              |
| 46.  | Joan Laporta             | 2021              | obecnie           |

Źródło:

### Obecne władze klubu
- Prezes: Joan Laporta
- Dyrektor sportowy: Deco
- Doradca sportowy: Jordi Cruijff
- Szef skautingu: José María Bakero
- Wiceprezydent odpowiedzialny za obszar sportowy: Rafael Yuste
- Wiceprezydent odpowiedzialna za obszar instytucjonalny: Elena Fort
- Wiceprezydent odpowiedzialny za obszar finansowy: Eduard Romeu
- Sekretarz: Josep Cubells
- Skarbnik: Ferran Olivé
- Członkowie zarządu:
  - Josep Maria Albert
  - Xavier Barbany
  - Miquel Camps
  - Alfons Castro
  - Antonio Escudero
  - Juli Guiu
  - Jordi Llauradó
  - Josep Ignasi Macià
  - Aureli Mas
  - Xavier Puig
  - Àngel Riudalbas
  - Joan Solé
  - Joan Soler

Źródło:.

## Rekordy
- FC Barcelona od momentu powstania Primera División (1929) nieprzerwanie gra w najwyższej klasie rozgrywkowej Hiszpanii[261].
- FC Barcelona od momentu powstania europejskich pucharów nieprzerwanie gra na arenie międzynarodowej. Żadna inna drużyna nie może pochwalić się takim osiągnięciem[262].
- Najwięcej triumfów w Pucharze Zdobywców Pucharów – 4[262].
- Najwięcej kibiców podczas meczu na stadionie – 120 000 – pierwszy mecz 1/4 finału Ligi Mistrzów z Juventusem (1985/86)[262].
- Najwięcej strzelonych goli – Lionel Messi – 672[263].
- Najwięcej strzelonych goli w lidze hiszpańskiej – Lionel Messi[263].
- Najwięcej strzelonych goli w rozgrywkach pucharowych – Lionel Messi.
- Najwięcej występów – Lionel Messi – 778[264].
- Najwięcej zdobytych punktów w lidze krajowej w sezonie – 100 (2012/13)[265].
- Najwięcej strzelonych goli w lidze krajowej w sezonie – 116 (2016/17).
- Najwięcej ligowych punktów w połowie sezonu ligowego – 55 (2012/13)[262].
- Najwięcej strzelonych goli w roku kalendarzowym – 180 (2015)[266].
- Najwięcej goli strzelonych przez trzech piłkarzy w sezonie – 131 (Messi, Suárez, Neymar Jr., 2015/16)[267].
- Najwięcej goli strzelonych przez trzech piłkarzy w ciągu roku – 137 (Messi, Suárez, Neymar Jr, 2015)[266].
- Najwięcej wygranych meczów w sezonie (2014/15) – 50[268].
- Najwięcej zdobytych trofeów – Lionel Messi (35)[269].
- Najdłużej pracujący trener – Johan Cruijff – 8 sezonów (1988–1996)[263].
- Najmłodszy piłkarz, który wystąpił w meczu – Paulino Alcántara – 15 lat, 4 miesiące i 18 dni[270].
- Najmłodszy piłkarz, który strzelił gola w europejskich pucharach – Ansu Fati – 17 lat i 40 dni[271].
- Najmniej straconych goli w lidze – 18 (1968/69, w lidze grało 16 zespołów)[265].
- Najwyższe zwycięstwo – FC Barcelona 18:0 Gimnàstic Tarragona (Puchar Alfonso Macaya, 17 marca 1901)[272].
- Najwyższe zwycięstwo w meczu towarzyskim – FC Barcelona 20:1 Smilde (1992)[273].
- Najwyższe zwycięstwo w lidze hiszpańskiej – 10-1 z Gimnástic de Tarragona (1949)[274].
- Najwyższe zwycięstwo na wyjeździe w lidze – UD Las Palmas 0:8 FC Barcelona (1959/60), UD Almería 0:8 FC Barcelona (2010/11), RC Deportivo La Coruña 0:8 FC Barcelona (2015/16)[262].
- Najwyższe zwycięstwo w Copa del Rey – 10-1 z Basconią (1962)[275].
- Najwyższe zwycięstwo u siebie w europejskich pucharach – 8:0 z Apollonem Limassol – Puchar Zdobywców Pucharów – 1982[265].
- Najwyższe zwycięstwo na wyjeździe w europejskich pucharach – Hapoel Beer Szewa 0:8 FC Barcelona – Puchar UEFA – 1995[265].
- Najdłuższa seria meczów bez porażki – 39 (2015/16)[276][277].
- Najdłuższa seria meczów bez porażki w lidze hiszpańskiej – 43 (2016/17 – 2017/18)[278].
- Najdłuższa seria meczów domowych bez porażki w Lidze Mistrzów – 38 (2013–2020)[279].
- Najdłuższa seria zwycięstw na wyjeździe – 13 (2008/09)[262].
- Najdłuższa seria zwycięstw na wyjeździe w lidze hiszpańskiej – 9 (2008/09)[262].
- Najdłuższa seria kolejek ligowych od początku sezonu bez straconego gola – 8 (2014/15)[280].
- Najdroższy transfer do klubu – Philippe Coutinho z Liverpoolu FC za 135 mln € (2018)[281].
- Najdroższy transfer z klubu – Neymar Jr do PSG za 222 mln € (2017)[282].
- Wygranie wszystkich meczów w sezonie w Pucharze Króla (2014/15)[283].
- Zdobycie wszystkich możliwych trofeów w roku kalendarzowym jako jedyna drużyna w historii (6 trofeów, 2009)[284].
- Największa przewaga punktowa nad drugim zespołem w lidze hiszpańskiej – 15 punktów (2012/13, nad Realem Madryt)[285].
- Pierwsza męska drużyna piłkarska, która wygrała tryplet dwukrotnie[286].
- Pierwszy klub, którego zawodnicy zajęli trzy pierwsze miejsca w plebiscycie Złotej Piłki – Messi, Iniesta i Xavi (2010)[287].
- Pierwszy klub, w którym zdobywcą Złotej Piłki byli jednocześnie jego piłkarz oraz piłkarka – Lionel Messi (część okresu, za który przyznawana była nagroda, spędzona w Barcelonie) oraz Alexia Putellas (2021)[288].
- Pierwszy klub, którego zarówno męska (2008/09, 2014/15), jak i żeńska drużyna (2020/21), zdobyła tryplet[289].
- Największa liczba kibiców oglądających z trybun stadionu mecz kobiecej piłki nożnej – 22 kwietnia 2022 r. na Camp Nou (91 648 widzów)[290].
- Wygranie 50 kolejek ligowych z rzędu (Barça Femení)[291].
- Pierwsza drużyna w historii, która zachowała 20 czystych kont w pierwszych 27 kolejkach LaLiga (sezon 2022/23)[292].
- Największa liczba czystych kont w sezonie LaLiga – 26 w 38 kolejkach (sezon 2022/23; ex aequo z Deportivo La Coruña w sezonie 1993/94)[293].
- Największa liczba zdobytych mistrzostw kraju we wszystkich sekcjach w jednym sezonie – 6 (sekcje: piłkarska, piłkarska żeńska, piłki ręcznej, koszykówki, hokeju na wrotkach i futsalu)[294].
- Największa liczba zdobytych trofeów we wszystkich sekcjach w jednym sezonie – 19 (sezony: 2011/12, 2014/15, 2017/18, 2018/19, 2022/23)[295].

## Partnerzy
- Główni partnerzy: Nike, Spotify
- Globalni partnerzy: 1XBET, Estrella Damm, Konami, WhiteBIT, Cupra, Bimbo, Allianz, Gatorade, Vegannation, Stanley Black&Decker, Herno, Chiliz
- Regionalni partnerzy: CaixaBank, Scotiabank, Banco BMG, ZENB, Taiping Life Insurance, SK ZIC, Assistència Sanitària, Maybank, Sebang/Rocket, DAKA, SHB, Coca-Cola, TRAVEL +LEISURE GO
- Partnerzy sekcji żeńskiej: Nike, Spotify, Bimbo, Estrella Damm, CaixaBank, Stanley, Cupra, Allianz, Gatorade, Stanley, Coca-Cola
- Partnerzy sportów rozgrywanych na hali: Assistència Sanitària, Nike, WhiteBIT, Herno, Estrella Damm, Serveto, Reno[296]

## Obecny sztab szkoleniowy
- Trener: Hansi Flick
- Asystenci trenera: Marcus Sorg, Toni Tapalović, Heiko Westermann, Arnau Blanco
- Trener bramkarzy: José Ramón de la Fuente
- Trenerzy przygotowania fizycznego: Julio Tous, Pepe Conde, Rafa Maldonado, Germán Fernández

## Obecny skład
Stan na 23 lipca 2025.
| Nr | Poz. | Piłkarz                      |
| -- | ---- | ---------------------------- |
|    |      |                              |
| 2  | OB   | Pau Cubarsí                  |
| 3  | OB   | Alejandro Balde              |
| 4  | OB   | Ronald Araújo (wice kapitan) |
|    |      |                              |
| 6  | PO   | Gavi                         |
| 7  | NA   | Ferran Torres                |
| 8  | PO   | Pedri (5. kapitan)           |
| 9  | NA   | Robert Lewandowski           |
| 10 | NA   | Lamine Yamal                 |
| 11 | NA   | Raphinha (4. kapitan)        |
|    |      |                              |

| Nr | Poz. | Piłkarz                                            |
| -- | ---- | -------------------------------------------------- |
| 14 | NA   | Marcus Rashford (wypożyczony z Manchesteru United) |
| 15 | OB   | Andreas Christensen                                |
| 16 | PO   | Fermín López                                       |
| 17 | PO   | Marc Casadó                                        |
| 20 | PO   | Dani Olmo                                          |
| 21 | PO   | Frenkie de Jong (kapitan)                          |
| 23 | OB   | Jules Koundé                                       |
| 24 | OB   | Eric García                                        |
| 25 | BR   | Wojciech Szczęsny                                  |
| 30 | BR   | Joan García                                        |
|    | PO   | Oriol Romeu                                        |
|    | NA   | Roony Bardghji                                     |

### Piłkarze na wypożyczeniu
| Nr | Poz. | Piłkarz                                 |
| -- | ---- | --------------------------------------- |
|    | NA   | Ansu Fati (w Monaco do 30 czerwca 2026) |

### Obecni zawodnicy grający w reprezentacjach narodowych
| Zawodnik              | Reprezentacja | Lata w reprezentacji | Gole w reprezentacji | Mecze w reprezentacji | Uwagi                                                                     |
| --------------------- | ------------- | -------------------- | -------------------- | --------------------- | ------------------------------------------------------------------------- |
| Robert Lewandowski    | Polska        | od 2008              | 85                   | 158                   |                                                                           |
| Andreas Christensen   | Dania         | od 2013              | 3                    | 74                    |                                                                           |
| Frenkie de Jong       | Holandia      | od 2018              | 2                    | 57                    | Wicemistrz Ligi Narodów UEFA 2018/2019                                    |
| Ferran Torres         | Hiszpania     | od 2020              | 21                   | 49                    | Wicemistrz Ligi Narodów UEFA 2020/2021 Mistrz Europy z 2024               |
| Dani Olmo             | Hiszpania     | od 2019              | 11                   | 43                    | Mistrz Ligi Narodów UEFA 2022/2023 Mistrz Europy z 2024                   |
| Marc-André ter Stegen | Niemcy        | od 2012              | 0                    | 42                    | Zwycięzca Pucharu Konfederacji z 2017                                     |
| Jules Koundé          | Francja       | od 2021              | 0                    | 42                    | Wicemistrz Świata z 2022 Mistrz Ligi Narodów UEFA 2020/2021               |
| Raphinha              | Brazylia      | od 2021              | 11                   | 33                    |                                                                           |
| Pedri                 | Hiszpania     | od 2021              | 2                    | 32                    | Mistrz Europy z 2024                                                      |
| Gavi                  | Hiszpania     | od 2021              | 5                    | 27                    | Mistrz Ligi Narodów UEFA 2022/2023 Wicemistrz Ligi Narodów UEFA 2020/2021 |
| Iñigo Martínez        | Hiszpania     | od 2013              | 1                    | 21                    | Wicemistrz Ligi Narodów UEFA 2020/2021                                    |
| Ronald Araújo         | Urugwaj       | od 2020              | 1                    | 21                    |                                                                           |
| Lamine Yamal          | Hiszpania     | od 2023              | 4                    | 19                    | Mistrz Europy z 2024                                                      |
| Eric García           | Hiszpania     | od 2020              | 0                    | 19                    |                                                                           |
| Ansu Fati             | Hiszpania     | od 2020              | 2                    | 10                    | Mistrz Ligi Narodów UEFA 2022/2023                                        |
| Alejandro Balde       | Hiszpania     | od 2022              | 0                    | 7                     |                                                                           |
| Pau Cubarsí           | Hiszpania     | od 2024              | 0                    | 6                     |                                                                           |
| Fermín López          | Hiszpania     | od 2024              | 0                    | 2                     | Mistrz Europy z 2024                                                      |
| Marc Casadó           | Hiszpania     | od 2024              | 0                    | 2                     |                                                                           |

Stan na 26 marca 2025 roku

## Statystyki piłkarzy
| Lp. | Zawodnik        | Lata      | Liga | Puchar | Europa | Inne | Razem |
| --- | --------------- | --------- | ---- | ------ | ------ | ---- | ----- |
| 1.  | Lionel Messi    | 2004–2021 | 520  | 80     | 149    | 29   | 778   |
| 2.  | Xavi            | 1998–2015 | 505  | 70     | 173    | 19   | 767   |
| 3.  | Sergio Busquets | 2008–2023 | 481  | 77     | 136    | 28   | 722   |
| 4.  | Andrés Iniesta  | 2002–2018 | 441  | 74     | 135    | 24   | 674   |
| 5.  | Gerard Piqué    | 2008–2022 | 397  | 65     | 131    | 23   | 616   |
| 6.  | Carles Puyol    | 1999–2014 | 392  | 58     | 131    | 12   | 593   |
| 7.  | Migueli         | 1973–1988 | 391  | 60     | 85     | 13   | 549   |
| 8.  | Víctor Valdés   | 2002–2014 | 387  | 12     | 118    | 18   | 535   |
| 9.  | Jordi Alba      | 2012–2023 | 313  | 47     | 84     | 15   | 459   |
| 10. | Carles Rexach   | 1967–1981 | 328  | 59     | 63     | 0    | 450   |

Stan na 28 maja 2023
| Lp. | Zawodnik          | Lata      | Liga      | Puchar  | Europa    | Inne     | Razem     |
| --- | ----------------- | --------- | --------- | ------- | --------- | -------- | --------- |
| 1.  | Lionel Messi      | 2004–2021 | 474 (520) | 56 (80) | 120 (149) | 22 (29)  | 672 (778) |
| 2.  | César Rodríguez   | 1939–1955 | 192 (287) | 36 (57) | 0 (0)     | 4 (7)    | 232 (351) |
| 3.  | Luis Suárez       | 2014–2020 | 147 (191) | 19 (27) | 25 (55)   | 7 (10)   | 198 (283) |
| 4.  | Ladislao Kubala   | 1951–1961 | 131 (186) | 49 (48) | 13 (20)   | 1 (2)    | 194 (256) |
| 5.  | Josep Samitier    | 1919–1932 | 21 (28)   | 64 (75) | 0 (0)     | 99 (129) | 184 (232) |
| 6.  | Josep Escolà      | 1934–1948 | 86 (151)  | 35 (38) | 0 (0)     | 37 (29)  | 158 (218) |
| 7.  | Paulino Alcántara | 1912–1927 | 0 (0)     | 35 (36) | 0 (0)     | 99 (91)  | 134 (127) |
| 8.  | Rivaldo           | 1997–2002 | 86 (157)  | 13 (20) | 31 (54)   | 0 (4)    | 130 (235) |
| 8.  | Samuel Eto’o      | 2004–2009 | 108 (144) | 2 (10)  | 18 (41)   | 2 (4)    | 130 (199) |
| 10. | Mariano Martín    | 1939–1948 | 98 (112)  | 26 (31) | 4 (2)     | 48 (52)  | 128 (145) |

Stan na 12 marca 2023

## Inne sekcje

### Profesjonalne
- Sekcja koszykówki (1926)

- Sekcja piłki ręcznej (1940)

- Sekcja hokeja na wrotkach (1942)

- Sekcja halowej piłki nożnej (1972)

### Amatorskie
- Sekcja hokeja na lodzie
- Sekcja lekkiej atletyki (1915)
- Sekcja hokeja na trawie (1923)
- Sekcja rugby (1924)
- Sekcja baseballu (1941)
- Sekcja siatkówki (1970)
- Sekcja łyżwiarstwa figurowego (1972)

### Stowarzyszone
- UNES FC Barcelona – klub koszykówki dla osób z niepełnosprawnością, jeżdżących na wózkach inwalidzkich. Został założony w 1967 r. i jest najstarszym klubem w Hiszpanii zrzeszającym osoby niepełnosprawne. Obecnie oprócz drużyny koszykarskiej posiada również zespoły boccii, halowej odmiany hokeja i tenisa ziemnego na wózkach oraz wspiera niepełnosprawnych lekkoatletów, łuczników i tenisistów stołowych[300].
- UB-Barça, Club Bàsquet Femení Universitari de Barcelona (inna nazwa: Universitat de Barcelona – FC Barcelona) – sekcja zrzeszająca osoby uprawiające żeńską koszykówkę. Powstała w 1985 jako uniwersytecki klub sportowy[301].

### Nieistniejące
- Sekcja zapasów grecko-rzymskich (1924-1928)
- Sekcja tenisa (1926-1936)
- Sekcja baseballa (1941-2011)
- Sekcja pływania (1942)
- Sekcja łyżwiarstwa figurowego (1952−1956)
- Sekcja gimnastyki (1957-1976)
- Sekcja judo (1961-1976)
- Sekcja futbolu amerykańskiego (2001–2003)
- Sekcja kolarstwa (2004–2006)[302]

## Informacje ogólne
- Adres – Arístides Maillol s/n, 08028 Barcelona[303]
- Liczba socis (socios) – 143 086[5]
- Liczba penyes (fanklubów) – ok. 1 270[9]
- Pojemność stadionu (liczba miejsc siedzących) – 99 354[304]

## Prawa do transmisji meczów FC Barcelony
Prawa do transmisji w Polsce meczów rozgrywanych w ramach La Ligi posiada Canal + oraz Eleven Sports. Mecze Pucharu Króla transmitowane są przez TVP Sport. Natomiast spotkania Superpucharu Hiszpanii transmitowane są tylko przez Eleven Sports.